# Valašské Meziříčí
Valašské Meziříčí (valašsky Mezříč, německy Wallachisch Meseritsch) je město v okrese Vsetín ve Zlínském kraji, patnáct kilometrů severně od Vsetína na soutoku Rožnovské a Vsetínské Bečvy. Žije zde přibližně 23 tisíc obyvatel.
Svou polohou představuje vstupní bránu Moravskoslezských Beskyd a významný dopravní uzel. Někdy se Valašskému Meziříčí také říká Valašské Atény[zdroj⁠?!] nebo jen zkráceně Valmez. Historické jádro města bylo v roce 1992 prohlášeno městskou památkovou zónou.

## Historie

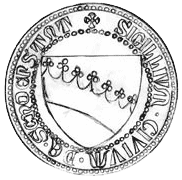
Pečeť města Valašské Meziříčí

Poprvé se Meziříčí připomíná v roce 1297, městem je nazýváno od roku 1377. Původně se nazývalo jen Meziříčí, přívlastek Valašské dostalo teprve v 18. století, ojediněle se objevuje roku 1718, do té doby bylo nazýváno Meziříčí nad Bečvou nebo Meziříčí pod Rožnovem. Vzniklo na levém břehu Rožnovské Bečvy. Na pravém břehu byla založena obec Krásno, roku 1491 povýšená na městečko. Přestože Meziříčí a Krásno měly po několik staletí společnou vrchnost, k jejich spojení v nynější Valašské Meziříčí došlo až v roce 1924; Valašské Meziříčí se tak stalo největším městem na Valašsku. V obou obcích kvetl obchod a řemesla, ale ničily je války, morové epidemie a požáry.
Významným šlechtickým rodem zde byli Žerotínové, kteří nad Bečvou vybudovali renesanční zámek, jenž je v současné době jednou z nejrozsáhlejších kulturních památek v okrese. V druhé polovině 16. století bylo obehnáno kamennými hradbami. Za třicetileté války bylo několikrát poničeno útoky obou stran tak, že některé domy na předměstí, ale i uvnitř hradeb, již nebyly nikdy obnoveny. Hradby byly rozbořeny v polovině 19. století. Náměstí i s přilehlými ulicemi je však pouze torzem někdejšího původně středověkého města. Toto území je ohraničeno dnes již neexistujícími městskými hradbami a od 10. září 1992 je vyhlášeno městskou památkovou zónou (MPZ). Budova radnice pochází z roku 1677, od roku 1850 v ní bylo sídlo okresního úřadu a soudu.
Od roku 1850 bylo Meziříčí sídlem okresního hejtmanství. Zatímco ve druhé polovině 19. století však vznikaly v Krásně n. B. průmyslové podniky, sklárny, továrny na hospodářské stroje, výrobu kůží, textilu, keramiky, klobouků atd., byly v Meziříčí zřizovány střední a průmyslové školy; k nejstarším patřil Spolek katolických tovaryšů 1855. V roce 1863 přišel do Meziříčí advokát dr. Alois Mikyška. Jeho veřejná a politická práce ovlivňovala čtyřicet let veškeré dění města a celého Valašska. V roce 1871 bylo založeno gymnázium, o tři roky později byla zřízena odborná škola pro zpracování dřeva. Jistou zvláštností v meziříčském školství bylo dívčí gymnázium. Jako sídlo prvních českých středních škol na severovýchodní Moravě, muzeí a řady spolků bylo nazýváno Valašskými Athénami. Od konce 19. století navštěvoval město za svých letních pobytů v Podlesí „Na Žabárně“ Tomáš Garrigue Masaryk se svou rodinou, který se stal později poslancem za Valašsko ve Vídeňské říšské radě. Jeho hojně navštívená přednáška z 30. března 1907 zde v tomto roce vyšla i knižně (O klerikarismu a socialismu). V roce 1908 zde Rudolf Schlattauer založil první gobelínovou školu na českém území. Dnes se jmenuje Moravská gobelínová manufaktura. Velký význam hospodářský, kulturní a společenský měly pro život města a celého Valašska také tiskárny.
Po roce 1945 se město stalo jedním z center chemického a sklářského průmyslu. Na přelomu února a března 1954 zde propukla epidemie břišního tyfu. V roce 1960 byl zrušen okres Valašské Meziříčí a Valašské Meziříčí tak přestalo užívat status okresního města, kterým se mohlo pyšnit 110 let. Během 60. až 80. let 20. století se ráz města do velké míry proměnil díky rozsáhlé asanaci, jež zničila podstatnou část městské historické zástavby.

## Přírodní poměry

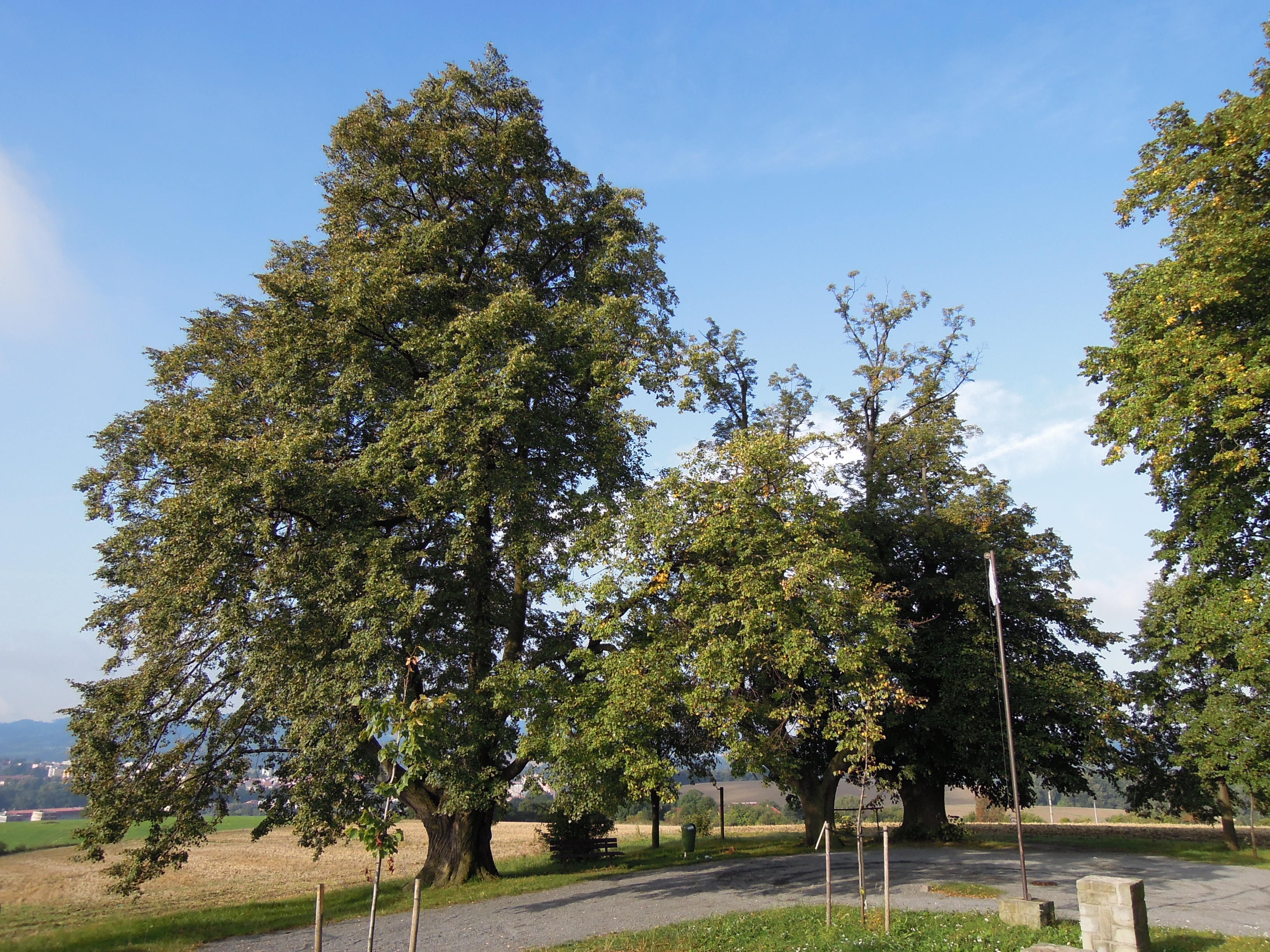
Helštýnské lípy

K Valašskému Meziříčí okrajově přiléhá Chráněná krajinná oblast Beskydy. Památných stromů či jejich skupin se v hranicích města nalézá pět:
- Helštýnské lípy
- Horákův dub
- Lípa ve Valašském Meziříčí
- Lípy v Hrachovci
- Hrachovecký tis
- Pivodův tis v Brňově
- Tis ve Valašském Meziříčí

## Obyvatelstvo

### Počet obyvatel
V roce 1924 došlo ke spojení Valašského Meziříčí a Krásna nad Bečvou a vzniklo město s bezmála 8 tisíci obyvateli, které bylo toho času nejlidnatější na Valašsku. Počet obyvatel postupně rostl, a to jak v důsledku přirozeného přírůstku, migrace, tak také připojením místních částí. Vše vyvrcholilo v roce 1990, kdy se celkový počet obyvatel přehoupl přes 28 tisíc. Pak kvůli populačnímu trendu, který se objevil v Česku začátkem 90. let, nastala stagnace, která trvala přibližně 5 let. V roce 1996 klesl počet obyvatel těsně pod hranici 28 tisíc a ve Valašském Meziříčí začalo stejně jako ve většině tuzemských měst obyvatel ubývat. Tento pokles pokračuje až na některé výjimky do současnosti, avšak proti úbytku v podobně velkých městech (Vsetín, Nový Jičín), je velice mírný.
Počet obyvatel Valašského Meziříčí je brán podle sčítání lidu v rozsahu dnešního města, i když některá území nebyla vždy jeho součástí. K začátku roku 2013 se odtrhly místní části Krhová a Poličná, jejichž obyvatelé o tom v předcházejícím roce rozhodli v místních referendech.
| 1869  | 1880  | 1890  | 1900  | 1910  | 1921  | 1930   | 1950   | 1960   | 1970   | 1980   | 1991   | 2001   | 2011   | 2021   |
| ----- | ----- | ----- | ----- | ----- | ----- | ------ | ------ | ------ | ------ | ------ | ------ | ------ | ------ | ------ |
| 7 108 | 7 767 | 8 024 | 8 245 | 8 529 | 8 495 | 11 173 | 12 413 | 13 981 | 19 252 | 23 253 | 24 864 | 24 130 | 22 922 | 21 709 |

### Struktura populace

Věková struktura obyvatel obce Valašské Meziříčí roku 2011
Rodinný stav obyvatel obce Valašské Meziříčí roku 2011
Vzdělání obyvatel obce Valašské Meziříčí roku 2011

## Obecní správa

### Místní části
- Bynina (k. ú. Bynina)
- Hrachovec (k. ú. Hrachovec)
- Juřinka (k. ú. Juřinka)
- Krásno nad Bečvou (k. ú. Krásno nad Bečvou)
- Lhota (k. ú. Lhota u Choryně)
- Podlesí (k. ú. Brňov a Křivé)
- Valašské Meziříčí (k. ú. Valašské Meziříčí-město)

Součástí města dříve také byly dnes samostatné obce Krhová (od 50. let 20. století) a Poličná (od roku 1976). Dne 26. ledna 2012 rozhodlo zastupitelstvo města Valašské Meziříčí o konání místních referend o osamostatnění těchto dvou tehdejších místních částí, které vyhlásilo na 21. dubna 2012. Návrhy obou přípravných výborů došly městskému úřadu 14. prosince 2011, k návrhu na oddělení Poličné bylo po kontrole uznáno 762 podpisů oprávněných osob ze 795, které jej podpořily, k návrhu na oddělení Krhové bylo uznáno za oprávněné 647 podpisů ze 728. Výsledkem pak bylo, že s odtržením Krhové souhlasilo 992 (61,5 %) a se vznikem samostatné obce Poličná 798 (56,16 %) občanů. Osamostatnění ještě schválil krajský úřad (dle § 22 a 24 zákona č. 128/2000 Sb., o obcích) a v praxi k němu došlo k začátku roku 2013.

### Správní obvod obce s pověřeným obecním úřadem
Se vznikem čtrnácti krajů vznikly i obce s pověřeným obecním úřadem. V případě Valašského Meziříčí jsou správní obvody pověřeného obecního úřadu a obce s rozšířenou působností totožné. Obce pověřeného obecního úřadu Valašské Meziříčí uvádí následující tabulka.
| Název obce              | Rozloha [km²] | Počet obyvatel |
| ----------------------- | ------------- | -------------- |
| Branky                  | 10,78         | 877            |
| Choryně                 | 9,11          | 776            |
| Jarcová                 | 5,25          | 816            |
| Kelč                    | 27,85         | 2 680          |
| Kladeruby               | 7,04          | 445            |
| Krhová                  | 8,05          | 1 787          |
| Kunovice (okres Vsetín) | 8,17          | 650            |
| Lešná                   | 22,32         | 1 884          |
| Loučka (okres Vsetín)   | 6,89          | 718            |
| Mikulůvka               | 13,17         | 682            |
| Oznice                  | 6,14          | 332            |
| Podolí (okres Vsetín)   | 5,76          | 215            |
| Police (okres Vsetín)   | 13,22         | 549            |
| Poličná                 | 11,06         | 1 718          |
| Střítež nad Bečvou      | 7,45          | 781            |
| Valašské Meziříčí       | 35,44         | 23 288         |
| Velká Lhota             | 9,32          | 406            |
| Zašová                  | 22,25         | 2 717          |

## Průmysl
Průmysl ve Zlínském kraji, do kterého Valašské Meziříčí spadá, v roce 2016 evidoval 189 podniků se 100 a více zaměstnanci. V současnosti (2021) patří Zlínský kraj mezi ekonomicky vyspělé kraje ČR. Ve druhé polovině 19. století ve Valašském Meziříčí postupně vznikaly průmyslové podniky, sklárny, továrny na hospodářské stroje a firmy na výrobu a zpracování například kůží, textilu, keramiky a klobouků. K první polovině roku 2021 ve městě provozuje svou činnost nejen řada velkých a středních firem, ale také mnoho menších podnikatelů a živnostníků. Významnými podniky ve městě jsou například dehtové závody Deza, firma na výrobu a zpracování masa MP Krásno nebo švýcarský koncern na zpracování technických plastů Behr Bircher Cellpack BBC Czech a další firmy.
- DEZA (dehtové závody) - původně Závod Julius Rütgers z Ostravy. Od roku 1999 je mateřskou společností Agrofert.
- MP Krásno - společnost na výrobu a zpracování masa. V roce 1993 byl podnik privatizován se jménem Masný průmysl Krásno, z čehož vznikl v roce 2004 současný název podniku MP Krásno, a.s. Součástí podniku je i Muzeum řeznictví Valašské Meziříčí[12].
- Behr Bircher Cellpack BBC Czech - firma se zabývá řezným obráběním a používáním technických plastů. Ve Valašském Meziříčí působí od roku 2006[13].
- Schott Flat glass ČR - závod společnosti Schott ve Valašském Meziříčí vyrábí například plochá skla a skleněné výrobky pro domácí spotřebiče a další[14].
- Jacobs Douwe Egberts (JDE) - pražírnu a balírnu kávy Dadák ve Valašském Meziříčí založil v roce 1905 zdejší rodák Arnošt Dadák. Současným vlastníkem značky Dadák je nizozemská společnost Jacobs Douwe Egberts[15].
- OPOP - firma zaměřená na výrobu kotlů na tuhá paliva. Ze státního podniku došlo k přeměně na samostatnou společnost OPOP spol. s.r.o. v roce 1994. Během posledních let (od roku 2018) firma významně rozšířila své portfolio nabízených produktů a upevnila tak svou silnou pozici na trhu[16].
- Posad Steel - společností zabývající se strojírenskou výrobou v energetickém, chemickém, potravinářském či zpracovatelském průmyslu s více než dvacetiletou tradicí. Firma je také významným hráčem na trhu jako výrobce různorodých druhů ocelových konstrukcí[17].
- Janyška a spol. – dnes už neexistující společnost na výrobu klobouků ve Valašském Meziříčí, která začala svou činnost v roce 1921 jako státní podnik. Po druhé světové válce společnost fungovala chvíli samostatně, nicméně v roce1946 byl podnik převeden pod národní podnik Tonak v Novém Jičíně.

## Doprava

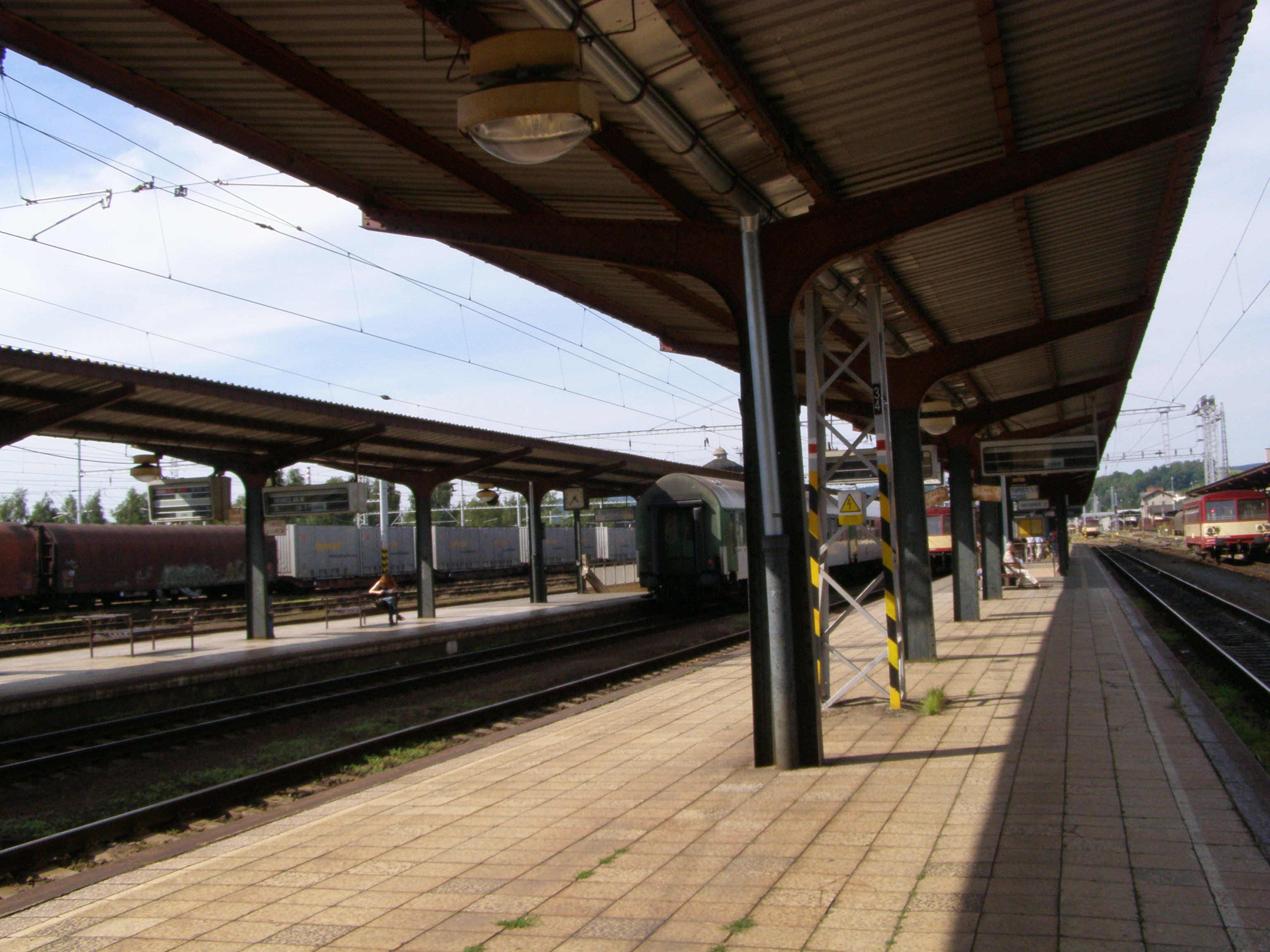
Vlakové nádraží

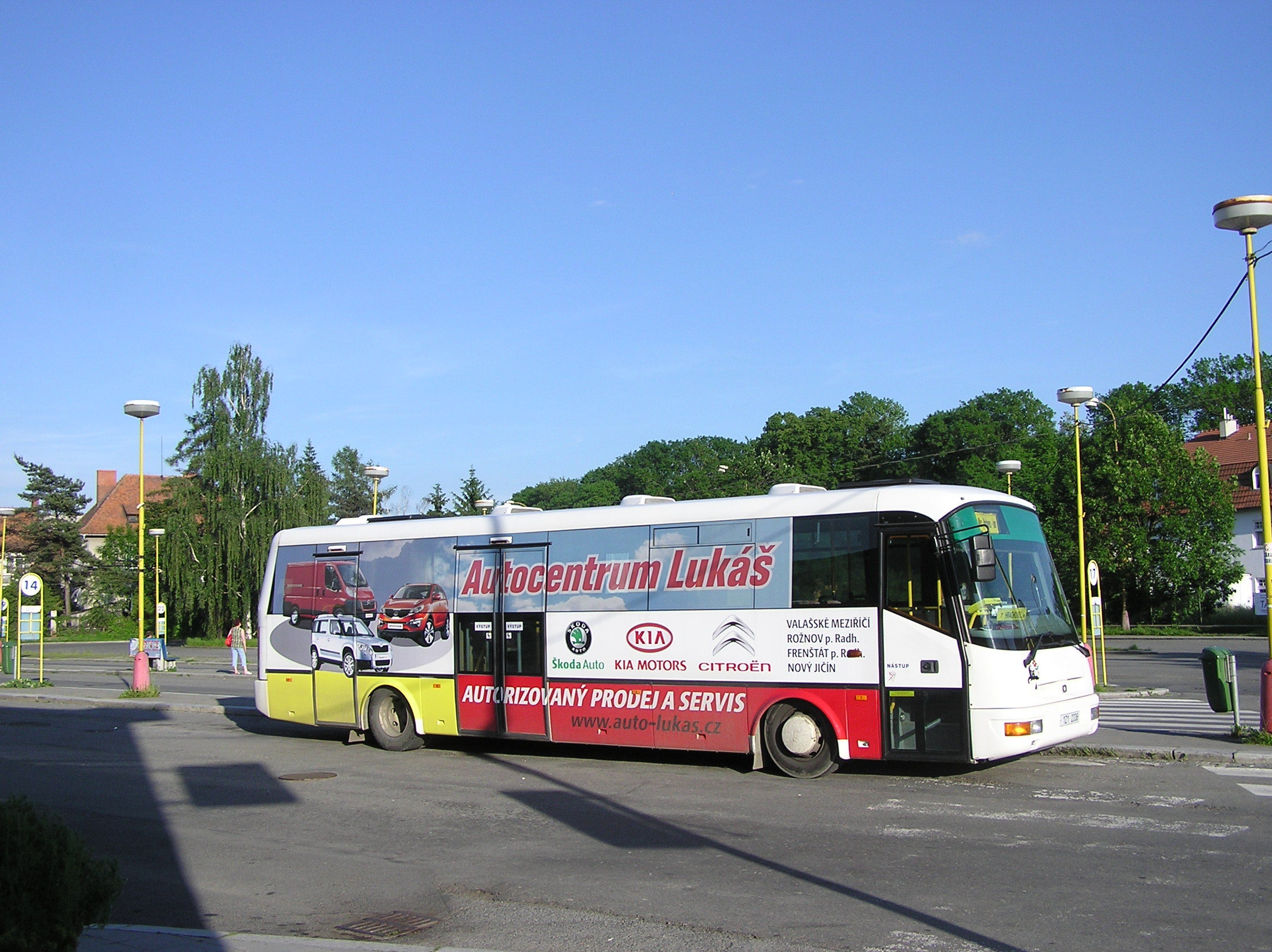
Autobus SOR B 10,5 ve službách městské hromadné dopravy

Městem vede mezinárodní silnice I/35 Hradec Králové – Olomouc- Valašské Meziříčí– Žilina a silnice I/57 Polsko – Opava – Nový Jičín – Valašské Meziříčí – Vsetín – Slovensko. Významná je také silnice 2. třídy II/150 Valašské Meziříčí – Bystřice pod Hostýnem – Přerov.
Železnice z města vedou pěti směry, což činí z nádraží Valašské Meziříčí lokální železniční uzel. Prochází tudy železniční trať číslo 280 Hranice na Moravě – Púchov v rámci které spojují oblast Valašska s Prahou a Slovenskem v dvouhodinovém taktu vlaky Eurocity. Dalšími železničními tratěmi jsou 281 do Rožnova pod Radhoštěm, 303 směr Kojetín a 323 do Ostravy.
Městská autobusová doprava ve Valašském Meziříčí je tvořena sedmi linkami s označením 1, 3, 5, 6, 7, 8 a 10. Všechny linky se setkávají v centru města, odkud se větví do jednotlivých místních částí. Linka 10 je jako jediná okružní . Provozovatelem původně byl Z-Group bus a. s. (dříve ČSAD Vsetín) MHD ve Valašském Meziříčí byla od 1. září 2017 do 3. listopadu 2019 pro všechny zdarma. MHD byla od 4. listopadu 2019 opět zpoplatněna, ovšem stačilo zaplatit jen roční poplatek 200 Kč pro nedržitele čipové karty, či 70 Kč pro držitele čipové karty a nadále se jezdilo zadarmo do 11.6.2022.  Jízdné bylo opět zavedeno z důvodu neuskutečnění výběrového řízení na dopravce a tedy nutného zpoplatnění dle evropské směrnice. Od 12.6.2022 je provozovatelem MHD společnost TQM - holding a bylo opět zavedeno jako zcela bezplatné.
U společnosti Z-Group bus byla zajištěna vozidly Irisbus Citelis Line 12M, Irisbus Crossway LE, Iveco Urbanway 12M, Karosa B 731, Karosa B 732, Mercedes-Benz Citaro, Mercedes-Benz Conecto LF, Setra S 315 NF, SOR B 10,5, SOR BN 12 a Yutong ZK6116HG1. U TQM je v provozu 10 vozidel Iveco Urbanway 12M CNG a dvě BMC Neocity 9 CNG.
Územím města prochází cyklotrasy 501, 5033, 6012, 6016, 6018, 6214, 6215, 6216, 6217, 6218, 6219 a 6220.

## Společnost

### Kultura
Označení města Valašské Atény má své kořeny především v minulosti, kdy Valašské Meziříčí bylo centrem školství a kultury na Valašsku. V roce 1871 bylo ve městě založeno třetí české gymnázium na Moravě a v roce 1874 Odborná škola pro zpracování dřeva. Roku 1884 vzniklo městské muzeum, dnešní Muzeum regionu Valašsko. Školství se dále rozrostlo v roce 1907 o Dívčí akademii, první reformní gymnázium v Rakousku-Uhersku, následujícího roku založil malíř Rudolf Schlattauer ve městě první gobelínovou školu v českých zemích a roku 1911 byla otevřena specializovaná škola - Ústav hluchoněmých. Kulturně–společenskou akcí, která svým významem přesáhla hranice Valašska, byla roku 1935 Výstava práce a kultury.
Nejstarším kulturním spolkem působícím ve městě je Mužský pěvecký sbor Beseda. Vznikl jako mnohé jiné pěvecké sbory v českých zemích ze čtenářského spolku v roce 1862. Během 145 let činnosti sboru stanula v jeho čele řada významných mužů. Mezi osobnosti Besedy a kulturního života města patřili např. hudební skladatel, žák Leoše Janáčka, Jan Nepomuk Pošek a také František Hanus, otec známého herce.
Město, které představuje jednu ze vstupních bran Valašska, patří také mezi centra valašského folklóru. Působí zde jeden z nejstarších moravských folklorních souborů Valašský soubor písní a tanců Bača, založený v květnu roku 1945 v Poličné – bývalé místní části Valašského Meziříčí – jako Valašský krúžek Bača. U jeho zrodu stál národopisný pracovník Miloš Kašlík. Následovníkem tohoto souboru dospělých se v roce 1999 stal Dětský folklorní soubor Ovečky, jehož cílem je přiblížit odkaz předků i nejmladší generaci.
Oba soubory jsou spolupořadateli Mezinárodního folklorního festivalu Babí léto, který je ve městě pořádán vždy v sudých letech. Jeho účastníky jsou folklorní uskupení dětí, dospělých i seniorů z ČR i evropských zemí. V lichých letech je ve folklorním kalendáři města Mezinárodní festival cimbálu pořádaný Sdružením cimbalistů ČR a městem Valašské Meziříčí. Je to jediný festival v ČR věnovaný speciálně tomuto nástroji. Z valašského folklóru čerpá Dechová hudba města Valašské Meziříčí, která vznikla v roce 1957 jako podniková hudba tehdejšího národního podniku Tesla Valašské Meziříčí.
V šedesátých letech minulého století založili mladí lidé, většinou středoškolští studenti, Divadlo poezie, divadlo malých forem MINIMAX a krajský festival poezie. Ten se později rozrostl na festival moravský a dnes už je to festival mezinárodní.
Poprvé divadlo pod novým názvem Schod účinkovalo v M-klubu na Silvestra 1973. Od té doby následovala řada především autorských pásem, kabaretů a her prezentovaných na domácích i zahraničních jevištích.
Od roku 1983 se každoročně v červnu koná festival folkové a rockové hudby Valašský špalíček.
Od roku 2017 se každoročně koná v září oceňovaný unikátní festival Světlo Valmez, propojení moderního umění, technologií a hudby.
Z Valašského Meziříčí pocházejí skupiny Elektrïck Mann, Mňága a Žďorp a Tichonov. Ze zaniklých jsou to např. Smrt mladého sebevraha nebo Valašská liga.
Město je dějištěm románu Aleny Mornštajnové Hana.

### Muzeum
V roce 1884 byla zejména zásluhou JUDr. Aloise Mikyšky založena ve Valašském Meziříčí Muzejní společnost, která ještě téhož roku zřídila městské muzeum, tehdy první muzeum na Valašsku. Výstavní prostory mu byly vyhrazeny v budově Občanské záložny. Ovšem již v následujícím roce došlo po předchozím slibném rozvoji k výraznému útlumu aktivity. K obnovení činnosti došlo až v roce 1897, kdy se muzeum současně přestěhovalo do domu u Kosterků na náměstí. Další vynucenou přestávku přinesla první světová válka, kdy bylo muzeum zcela mimo provoz. Po roce 1918 byly sbírky umístěny v budově radnice, odkud však musely být roku 1924 částečně vystěhovány. Zpřístupněny mohly být znovu až v roce 1927. Potíže s nedostatkem prostor byly vyřešeny po roce 1929, kdy městská spořitelna poskytla muzejní společnosti rozsáhlé prostory v prvním patře novostavby na náměstí (na stavbu samostatné muzejní budovy nebylo získáno dostatek financí). Slavnostní otevření muzea se konalo 16. května 1932.
Další změny ve fungování městského muzea přinesla druhá světová válka. Dne 3. května 1948 převzalo veškeré sbírky od muzejní společnosti město. V témže roce se novým sídlem muzea stal bývalý zámek Kinských, kde byly sbírky konečně zpřístupněny v roce 1951.

### Sport

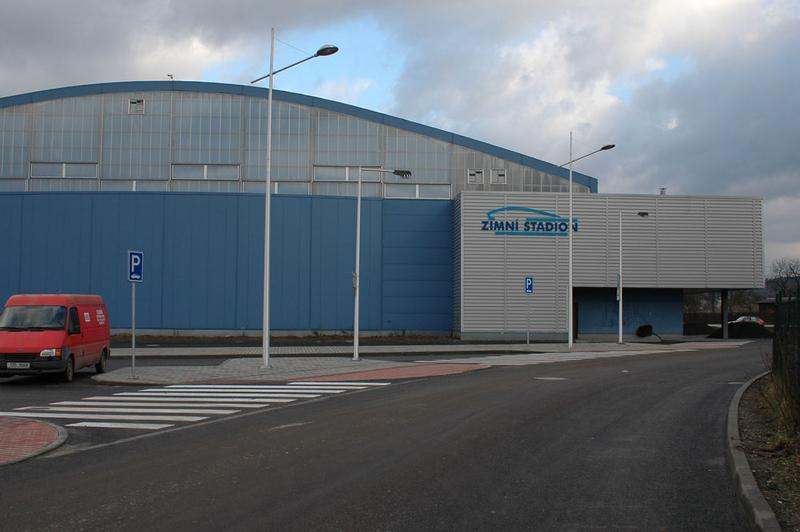
Zrekonstruovaný zimní stadion

Ve městě sídlí druholigový hokejový klub HC Bobři Valašské Meziříčí, který hraje na nově zrekonstruovaném zimním stadionu. Fotbalový klub TJ Valašské Meziříčí hraje v současnosti Moravskoslezskou divizi E. Na vysoké úrovni je ve Valašském Meziříčí především tenis, místní tenisový klub zde pořádá i mezinárodní turnaje. Největší sportovní úspěch městu ovšem zajistily volejbalistky Tatranu Valašské Meziříčí (později TJ Valašské Meziříčí), které v letech 1954 a 1958 získaly dva tituly mistryň Československa. V nejvyšší soutěži se volejbalistky držely do roku 1965.
V místní části Kouty se vedle zimního a fotbalového stadionu nachází letní koupaliště a krytý bazén (25metrový plavecký bazén, rekreační bazén s různými atrakcemi, relaxační a solná vířivka, parní sauna, brouzdaliště. Součástí areálu bazénu je wellness centrum.
V sousedství se nachází čtrnáct antukových kurtů tenisového klubu Deza a moderní tenisová krytá hala. Ve městě se nachází několik atletických hřišť a hřišť pro kolektivní sporty.

### Školství
Z důvodu klesajícího počtu dětí školního věku byla k 1. 9. 2007 zrušena základní škola na ulici Zdeňka Fibicha. Další základní školy jsou:
- Základní škola Valašské Meziříčí, Křižná 167
- Základní škola Valašské Meziříčí, Masarykova 291
- Základní škola Valašské Meziříčí, Šafaříkova 726
- Základní škola Valašské Meziříčí, Žerotínova 376
- Základní škola Valašské Meziříčí, Vyhlídka 380[29]

Ve městě existují významné vzdělávací instituce v čele s místním gymnáziem a několika střednímu školami. Dříve zde působilo potravinářské učiliště, které bylo 1. 7. 2007 sloučeno s ISŠ-COP.
- Gymnázium Františka Palackého Valašské Meziříčí
- Střední průmyslová škola stavební Valašské Meziříčí
- Obchodní akademie Valašské Meziříčí
- Integrovaná střední škola Centrum odborné přípravy a Jazyková škola s právem státní jazykové zkoušky Valašské Meziříčí
- Střední uměleckoprůmyslová škola sklářská Valašské Meziříčí

V současnosti působí ve Valašském Meziříčí vyšší odborná škola při obchodní akademii, což je detašované pracoviště ekonomické fakulty VŠB-TU Ostrava. Zájem o zřízení bakalářského oboru zde mělo i brněnské VUT, avšak nedokázalo se dohodnout s městem na prostorách, a tak projekt ztroskotal.
- Obchodní akademie a Vyšší odborná škola Valašské Meziříčí

Ve Valašském Meziříčí funguje mateřská, základní a střední škola pro sluchově postižené, která je jedním z nejkvalitnějších vzdělávacích zařízení svého typu v Česku.
- Mateřská, základní a střední škola pro sluchově postižené, Vsetínská 454
- Základní škola praktická Valašské Meziříčí, Křižná 782
- Základní umělecká škola Alfréda Radoka Valašské Meziříčí, Komenského 67

## Pamětihodnosti

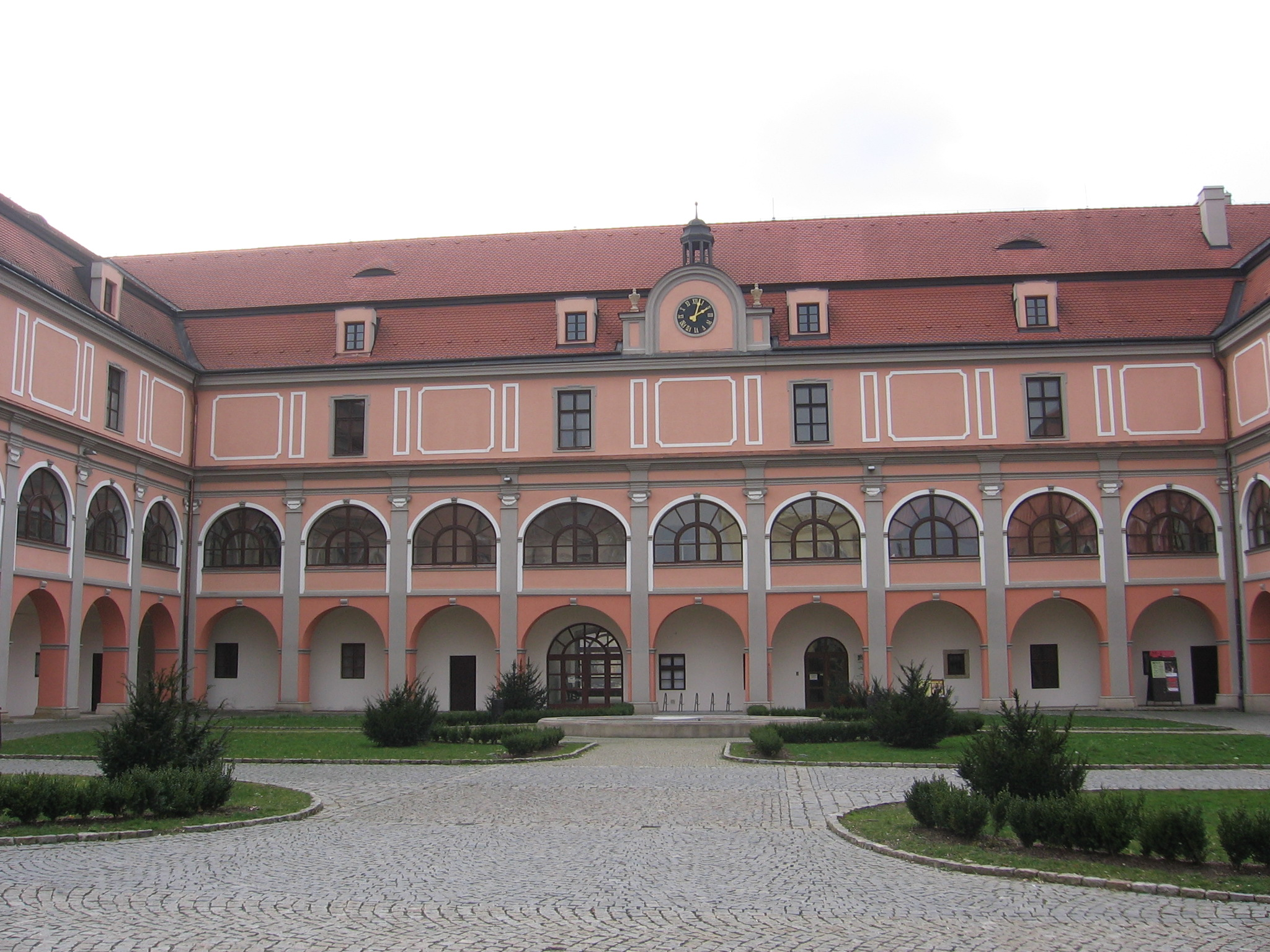
Zámek Žerotínů

### Zámek Žerotínů
Začal se stavět za vlády Jana z Pernštejna v roce 1538, dostavěli ho Žerotínové. Ve druhé polovině 19. století byl využíván jako ženská trestnice. Během válek se proměnil na vojenský lazaret. K severnímu křídlu přiléhá velmi hodnotný kamenný portál se znakem hrabat Žerotínů. Rozsáhlá rekonstrukce zahájená na sklonku minulého století učinila ze zámku Žerotínů centrum kulturního života města. V jeho prostorách se nachází divadelní sál. Suterén je vyhrazen pro kulturní a hudební M-klub.

### Zámek Kinských

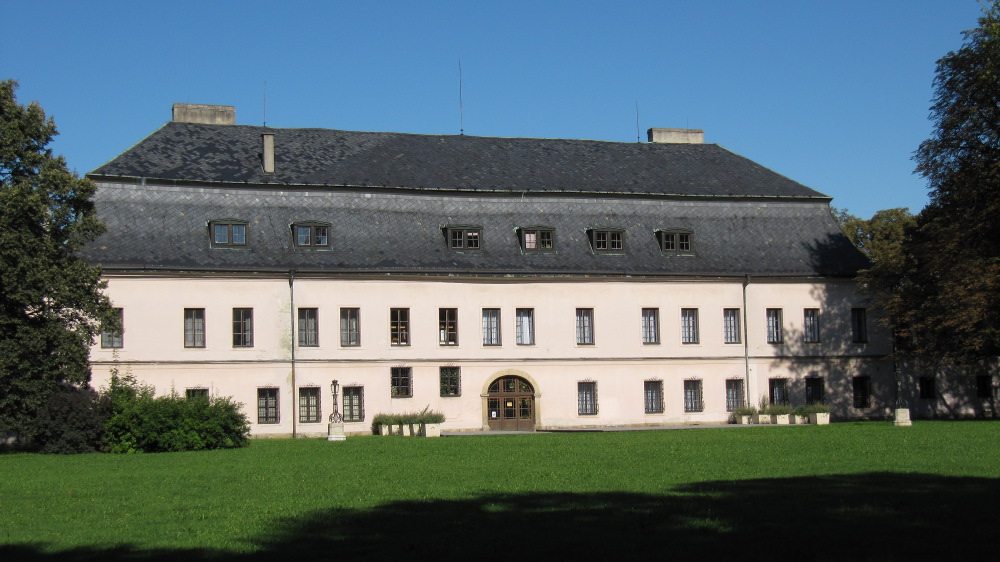
Zámek Kinských

Zámek vznikl na místě původní barokní správní budovy rožnovsko-krásenského panství, která byla do poloviny 18. století dřevěná. Přízemní zděné stavení, které starší dřevěnou budovu nahradilo, pak bylo v roce 1854, za majitele Eugena Kinského, přestavěno na panské sídlo v empírovém slohu. Zámek byl zvýšen o jedno patro a opatřen mansardovou střechou s břidlicovou krytinou. K zámku přiléhá rozsáhlý park s hodnotnými druhy dřevin, založený na přelomu 18. a 19. století.
Zámek Kinských byl v majetku rodů Kinských a Seilernů. Po roce 1945 se zámek stal majetkem státu a v letech 1948–1950 se do jeho uvolněných místností přestěhovalo valašskomeziříčské muzeum, které zde sídlí dosud. V současnosti nese název Muzeum regionu Valašsko ve Vsetíně, muzeum Valašské Meziříčí. V letech 1974–1988 prošel zámek generální opravou.
Od roku 1988 byl zpřístupněn veřejnosti. Návštěvníci si zde mohou prohlédnout čtyři stálé muzejní expozice: Valašské Meziříčí v zrcadle dějin, Sklo a gobelíny, Nástropní obrazy ze zámku Lešná u Valašského Meziříčí a Kavárničku Antonína Duřpeka. V muzeu se také pořádají historické, výtvarné, etnografické či přírodovědné výstavy.

### Kostel Nanebevzetí Panny Marie

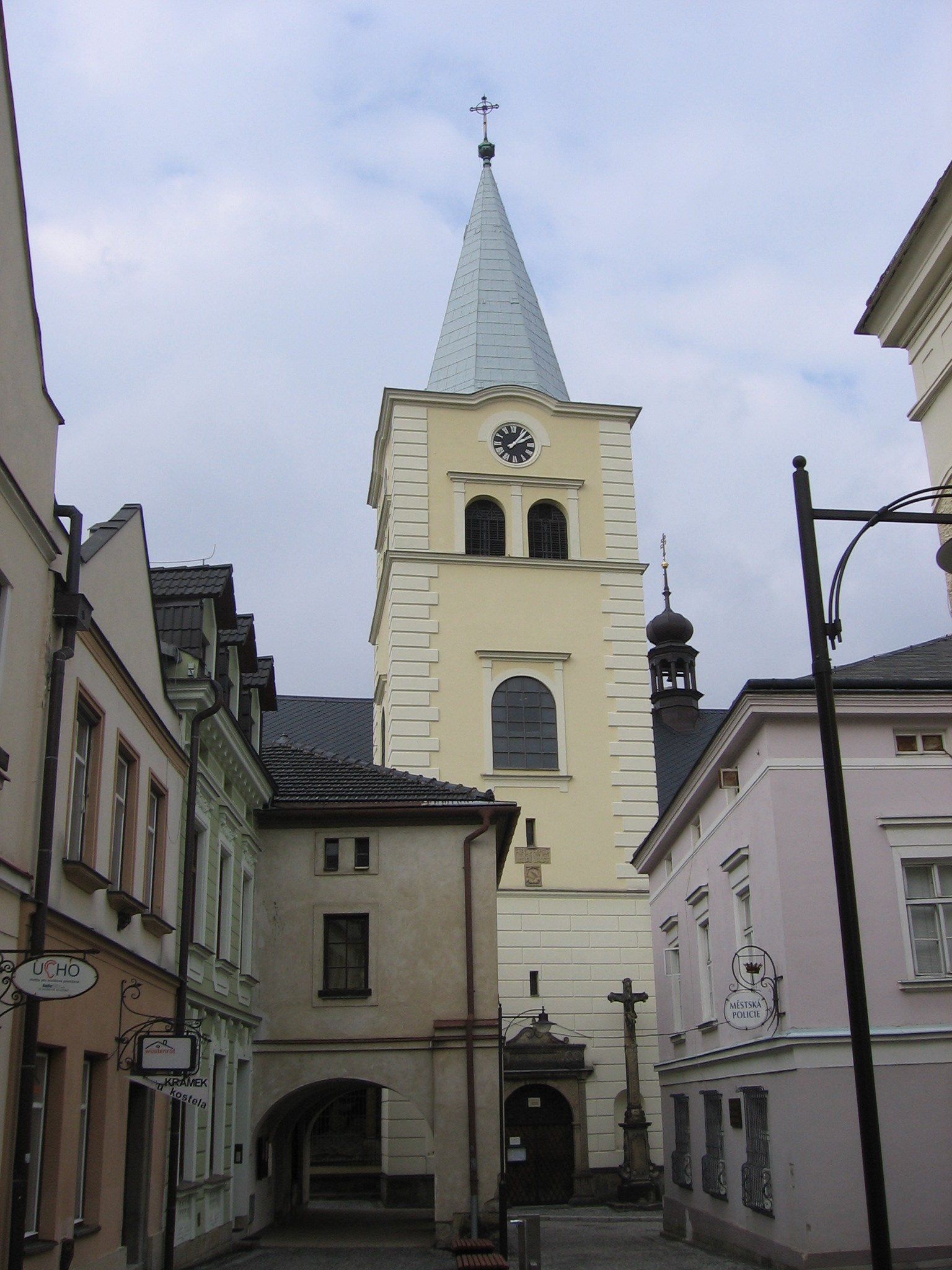
Kostel Nanebevzetí Panny Marie

Tento římskokatolický farní kostel byl postaven v druhé polovině 17. století, na místě dřívějšího kostelíka z 13. století. K původní stavbě v gotickém stylu však byla v roce 1581 přistavěna dodnes stojící renesanční věž. Po roce 1680 přibyla nová barokní kaple a v polovině 18. století byla barokně upravena hlavní loď.

### Hvězdárna

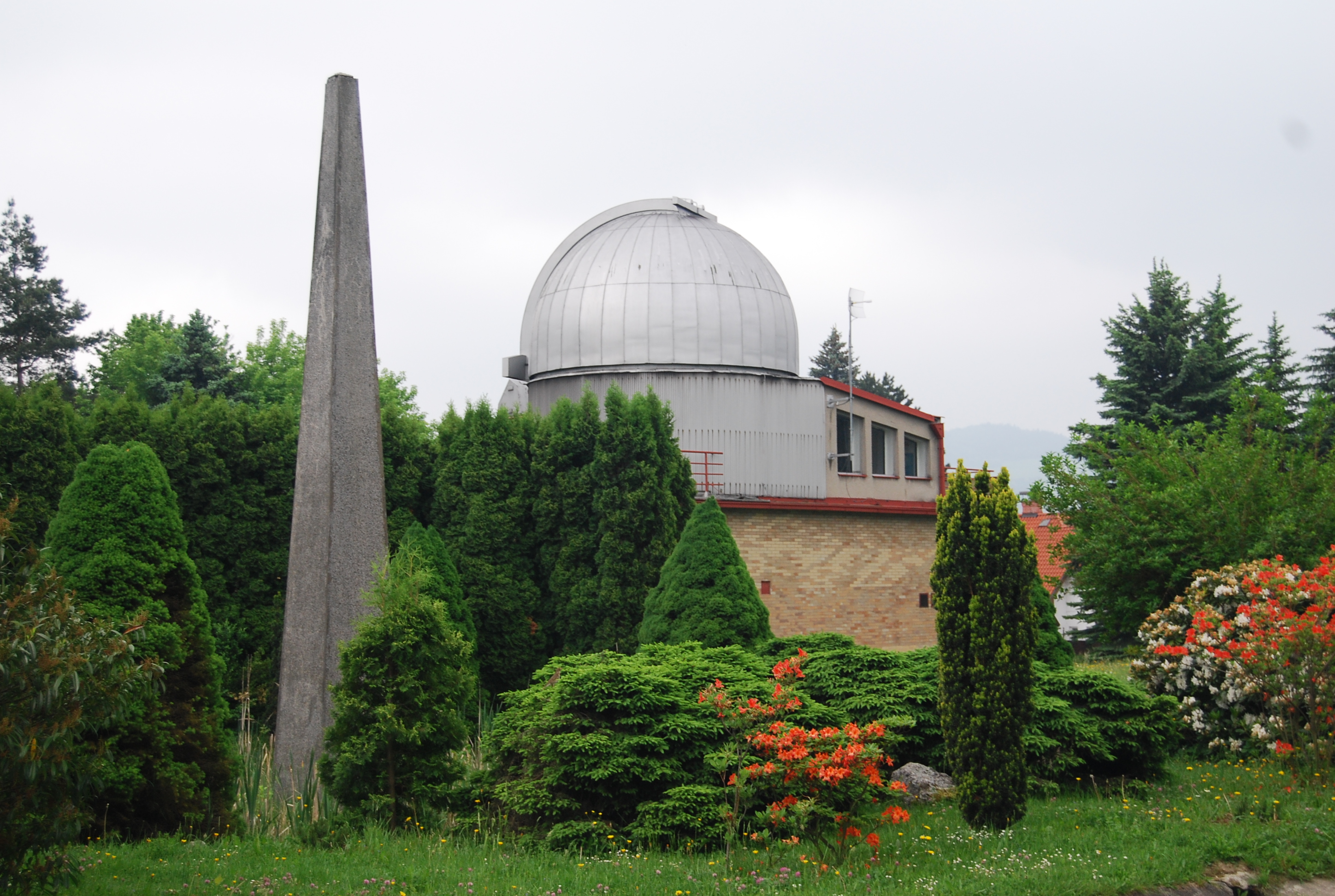
Hvězdárna Valašské Meziříčí

Hvězdárna se nachází na jižním okraji města, na kopci zvaném Stínadla. Pro veřejnost byla otevřena v roce 1955. Od roku 2001 je součástí Hvězdárny Valašské Meziříčí zrekonstruovaný historický objekt Ballnerovy hvězdárny z roku 1929, v němž byla zřízena malá výstavní síň. Hvězdárna je přístupná pro veřejnost každý pracovní den ve večerních hodinách.
Za příznivého počasí je možno pozorovat například Měsíc, planety, hvězdy, dvojhvězdy, mlhoviny, hvězdokupy apod. Hvězdárna pořádá během roku pravidelné přednášky pro veřejnost, víkendové semináře, organizuje astronomické kroužky, letní tábor pro mládež, doplňkovou výuku pro školy a další akce.
Hvězdárna se rovněž věnuje odborné pozorovatelské činnosti, a to především v oblasti pozorování Slunce, proměnných hvězd a měření okamžiků zákrytů hvězd tělesy Sluneční soustavy. V areálu hvězdárny se od roku 1957 nachází meteorologická stanice Českého hydrometeorologického ústavu.

### Kostel Nejsvětější Trojice

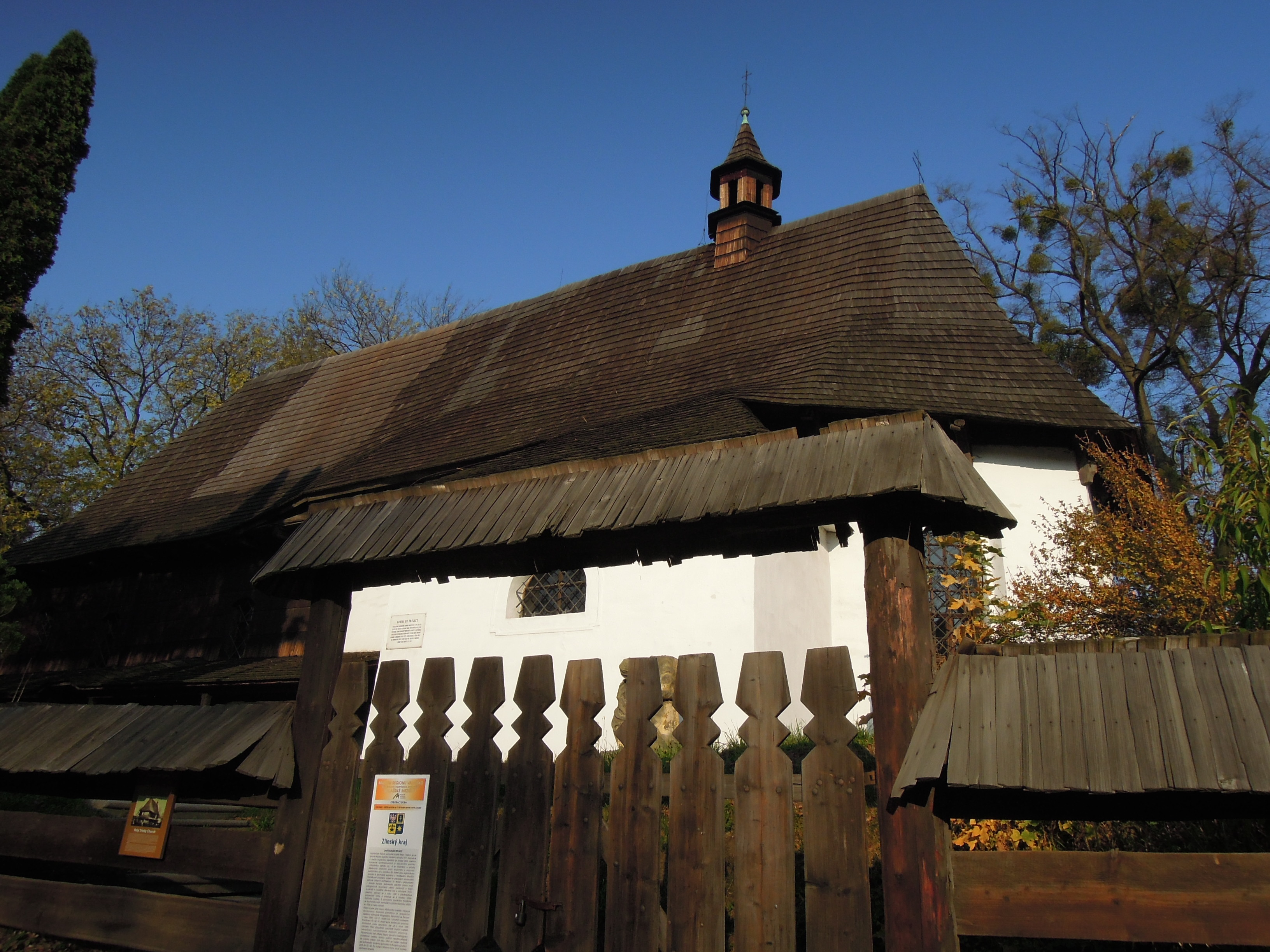
Kostel nejsvětější trojice

Je částečně roubená stavba, pochází z konce 16. století. Původně to byl renesanční hřbitovní kostel. Nyní je zde soustředěna stálá expozice kamenných a dřevěných plastik architektonického, náhrobního a oltářního charakteru ve správě Muzea regionu Valašsko. K nejzajímavějším exponátům lapidária patří nástěnný náhrobník Magdaleny Žernovské ze Žernovi a epitaf jejího otce Jana, obojí z konce 16. století. Kostel bývá příležitostně využíván také jako koncertní a výstavní síň.

### Krásenská radnice

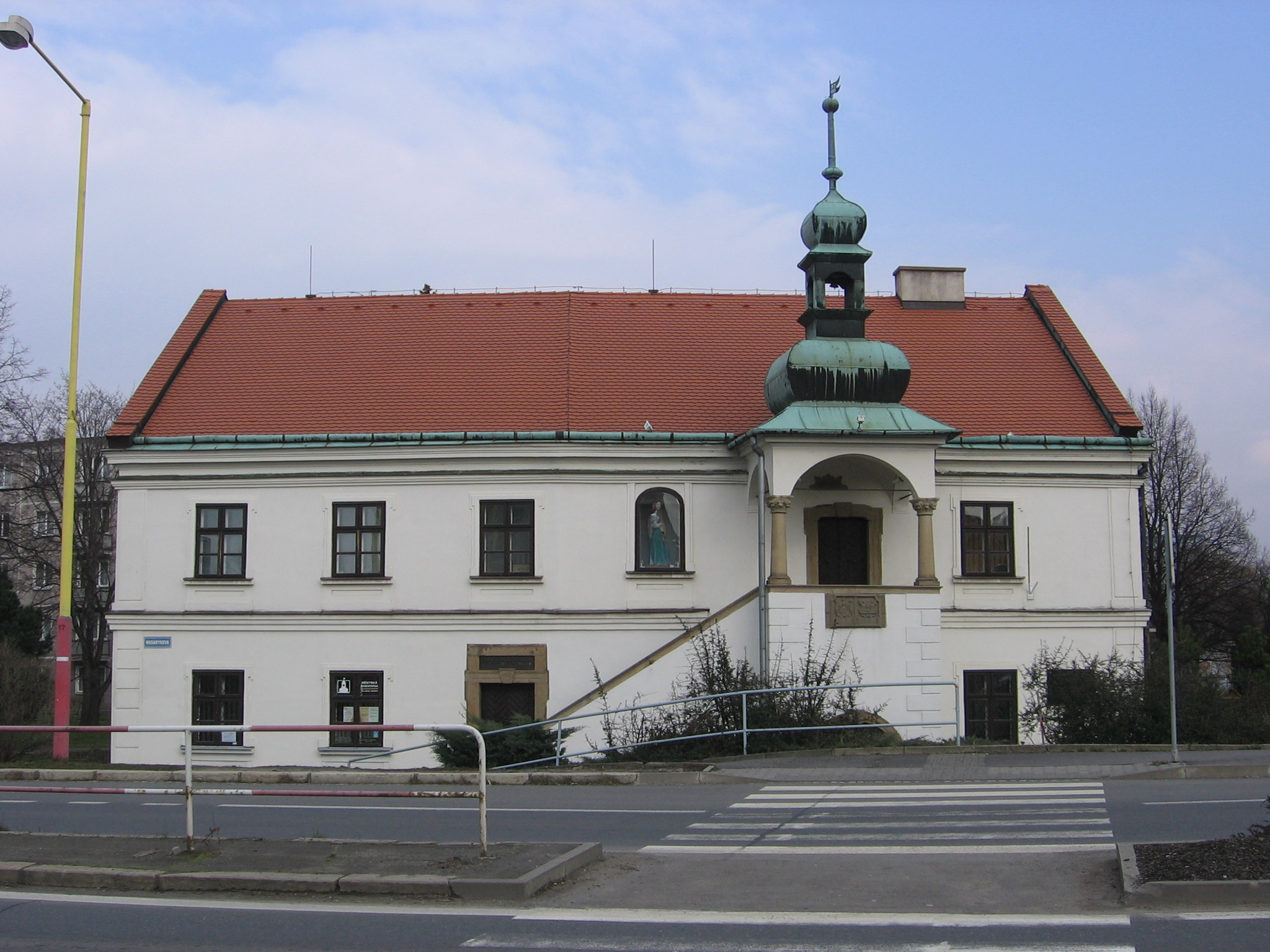
Bývalá krásenská radnice

Někdejší krásenská radnice je historickou památkou postavenou v roce 1580. V roce 1766 byla přestavěna v barokním stylu. Budova sloužila svému původnímu účelu až do roku 1924, kdy bylo Krásno nad Bečvou sloučeno s Valašským Meziříčím. Radnice přežila jako jedna z mála krásenských historických budov období socialismu, kdy bylo nešetrnou, ale důležitou výstavbou silnice zničeno celé náměstí a přilehlé budovy. Na místě někdejších historických architektonických skvostů, které přežily bezpočet válek, požárů, povodní a jiných katastrof, byly pro tisíce obyvatel města, vystavěny bytové panelové domy.
Do roku 2019 sloužila budova bývalé radnice jako městská knihovna, od roku 2019 je sídlem atraktivního hravě-vzdělávacího prostoru s interaktivní expozicí pro děti i dospělé "Svět her a poznání Vrtule".

### Ostatní památky
- Meziříčská radnice

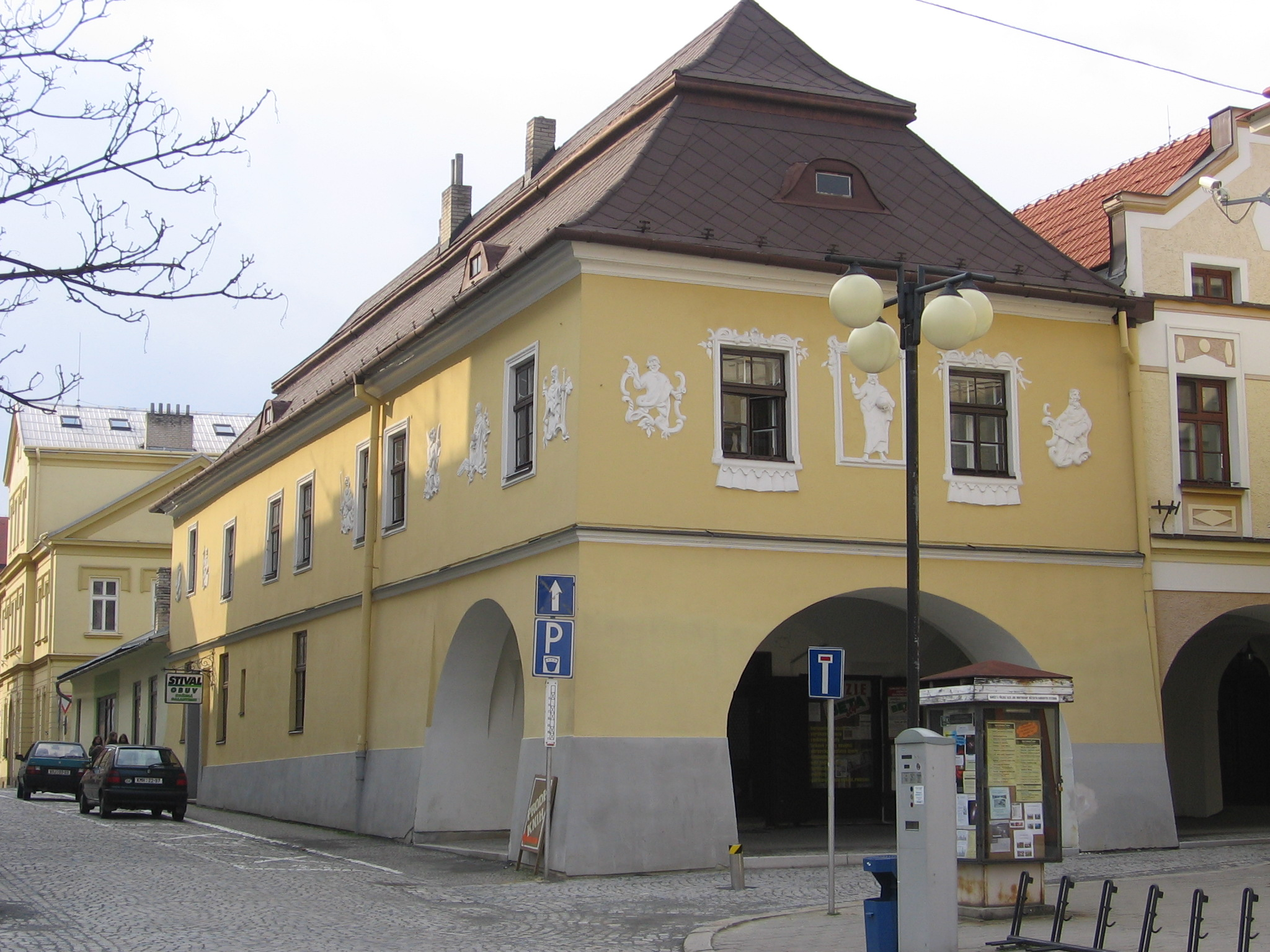
Dům U apoštolů

- Kostel svatého Jakuba Většího v Krásně nad Bečvou
- Dům U apoštolů
- Secesní Zemský ústav pro výchovu hluchoněmých dětí
- Barokní morový sloup se sochou Panny Marie
- Kostel s farou Českobratrské církve evangelické v parku Botanika na Husově  ulici
- Památník osvobození na Helštýně
- bývalý Manský zámek

## Osobnosti
- Miloslav Baláš (1907–1983), spisovatel
- Ladislav Baletka (1944–2011), historik a archivář
- Milan Baroš (* 1981), fotbalista
- František Saleský Bauer (1841–1915), olomoucký arcibiskup
- Tomáš Berdych (* 1985), tenista
- Jan Bezděk (1973–2015), frontman skupiny Elektrïck Mann
- Marie Bognerová (1931–1997), akademická malířka a ilustrátorka
- Milan Borovička (1925–2011), fotograf
- Bohuslava Bradbrooková (1922–2019), spisovatelka a literární historička
- Hana Buštíková (* 1950), zpěvačka
- Martin Dorazín (* 1968), novinář
- Petr Fiala (* 1964), frontman skupiny Mňága a Žďorp
- Martin Františák (* 1974), divadelní režisér a dramatik[35]
- Igor Indruch (* 1967), spisovatel
- Stanislav Indruch (1899–1974), gymnasta, olympionik, protifašistický bojovník a podnikatel
- Markéta Irglová (* 1988), skladatelka, zpěvačka, herečka
- Jana Janovská (* 1928), herečka a pedagožka
- Jaroslav Jarský (* 1925), herec a inspicient
- Ivan Kolařík (1920–1942), československý voják a příslušník výsadku Out Distance
- Hugo Kosterka (1867–1956), překladatel
- Milan Kremel (* 1945), bývalý motokrosový závodník
- Jiří Křižan (1941–2010), scenárista
- Jaroslav Levinský (* 1981), tenista
- Benedikt Tomáš Mohelník (* 1970), dominikán, teolog
- Alena Mornštajnová (* 1963), spisovatelka
- Jiří Papež (1931–2004), herec
- Milan Pařenica (* 1960), umělecký řezbář, restaurátor, písmorytec, kameník
- Rudolf Pernický (1915–2005), válečný hrdina
- Zdeněk Plesník (1914–2003), funkcionalistický architekt, autor mnoha staveb ve Zlíně
- Vlasta Redl (* 1959), hudebník, skladatel
- Dobroslav Riegel (* 1932), herec, člen Satirického divadla Večerní Brno
- Alois Schneiderka (1896–1958), malíř
- František Srbecký (1840–1909), katolický kněz a politik, zemský poslanec
- Roman Staněk (* 2004), český pilot šampionátu Formule 2
- Marie Šťastná (* 1981), básnířka
- Engelbert Šubert (1879–1946), politik
- Josef Temnitschka (1815–1895), právník, prezident Vrchního zemského soudu v Čechách
- Samuel Třanovský (1625–1684), evangelický duchovní, liptovský senior; syn Jiřího Třanovského
- Jana Ullrichová (* 1938), malířka a dlouholetá vedoucí výtvarného oboru ZUŠ (oceněná cenou města za rok 2011)
- Jan Ullrich (* 1968), jazykovědec (světový odborník na jazyky severoamerických indiánů)
- Marek Wollner (* 1967), investigativní novinář

## Partnerská města
- Balčik, Bulharsko (2016)
- Budva, Černá Hora (2001)
- Čačak, Srbsko (2005)
- Čadca, Slovensko (1998)
- Gooise Meren, Nizozemsko (1990)
- Konin, Polsko (2018)
- Partizánske, Slovensko (2014)
- Sevlievo, Bulharsko (2005)
- Velké Meziříčí, Česko (2014)

## Galerie

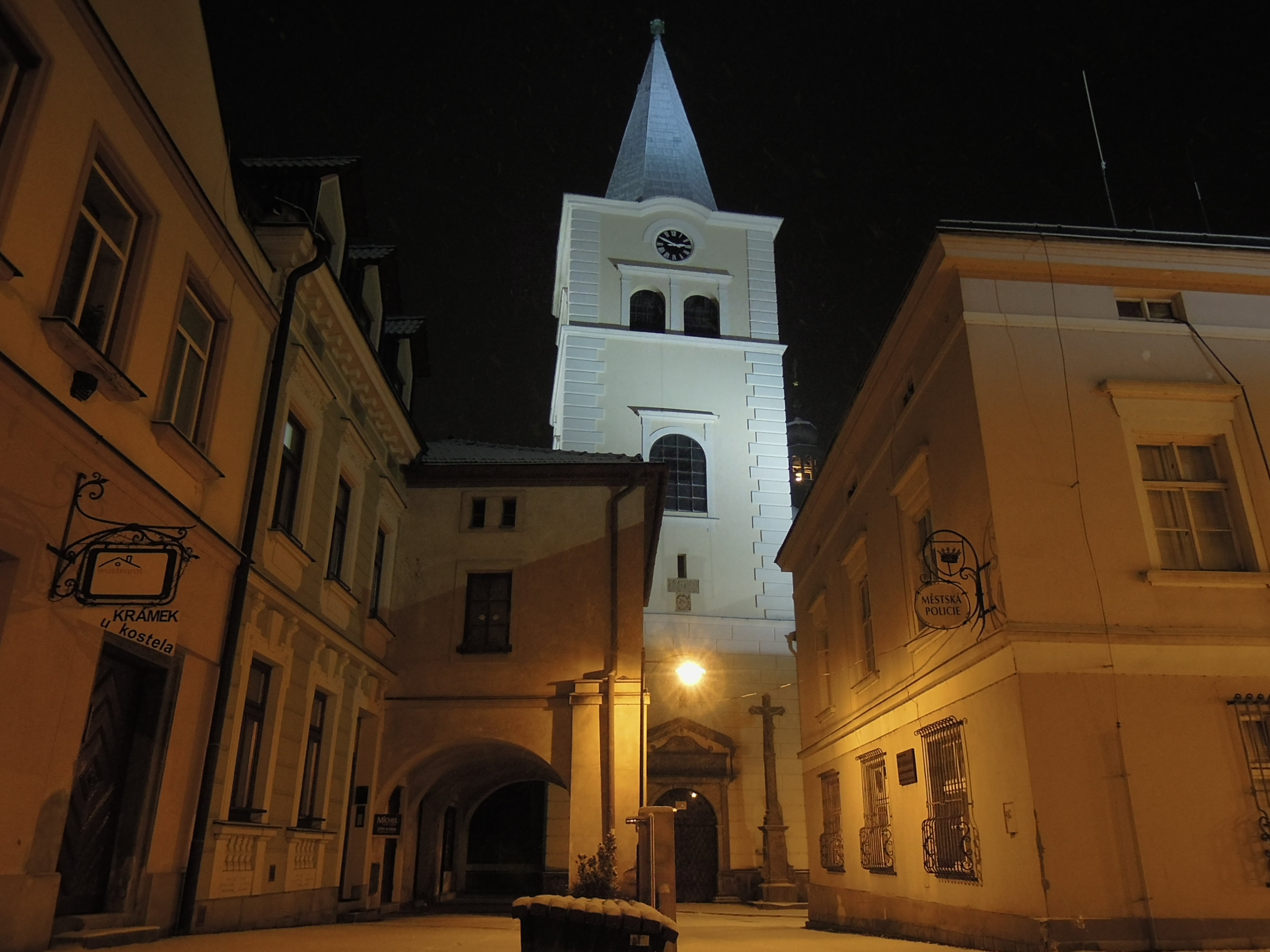
Kostel Nanebevzetí svaté Panny Marie v noci
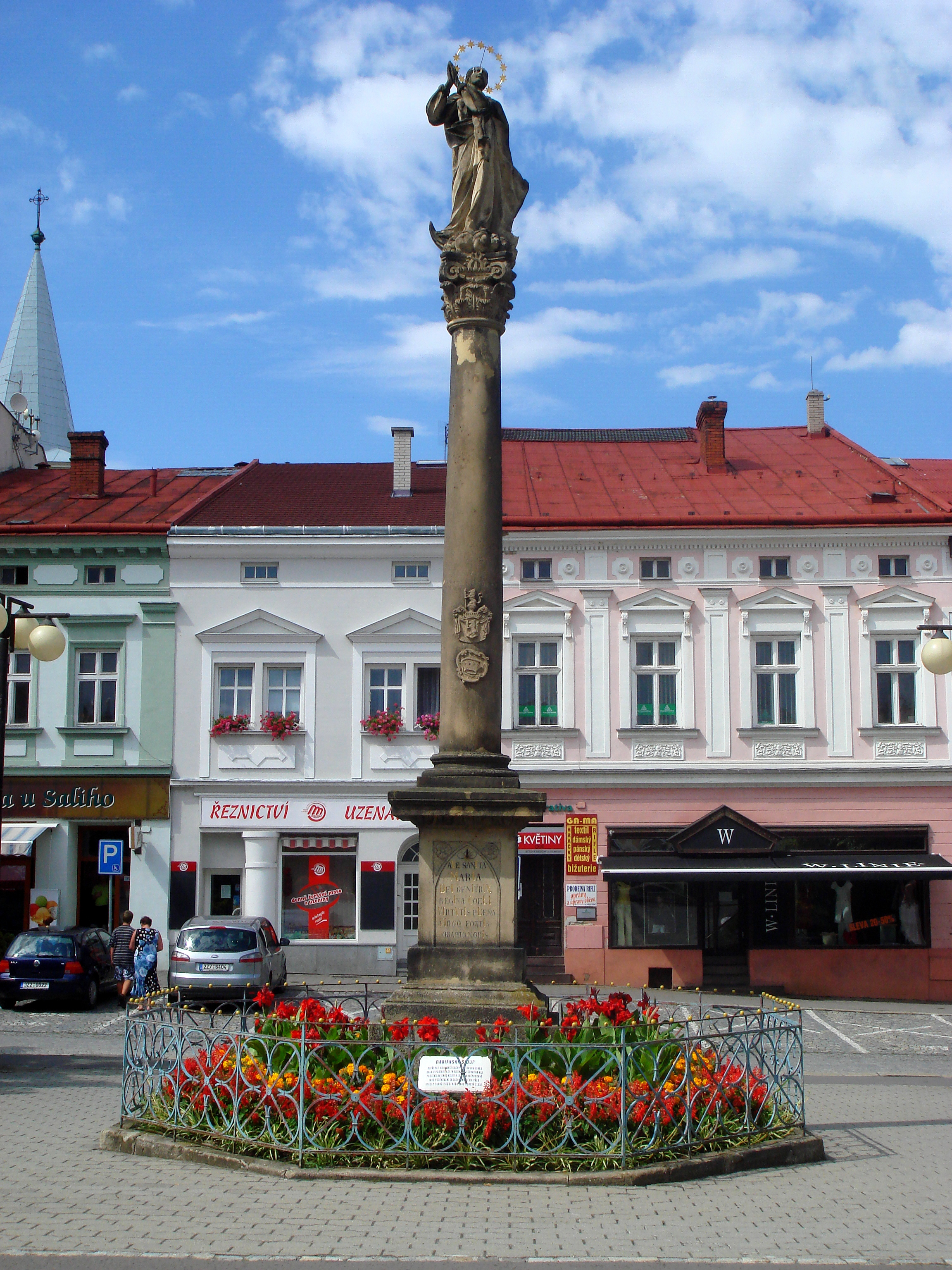
Barokní morový sloup se sochou Panny Marie na Náměstí
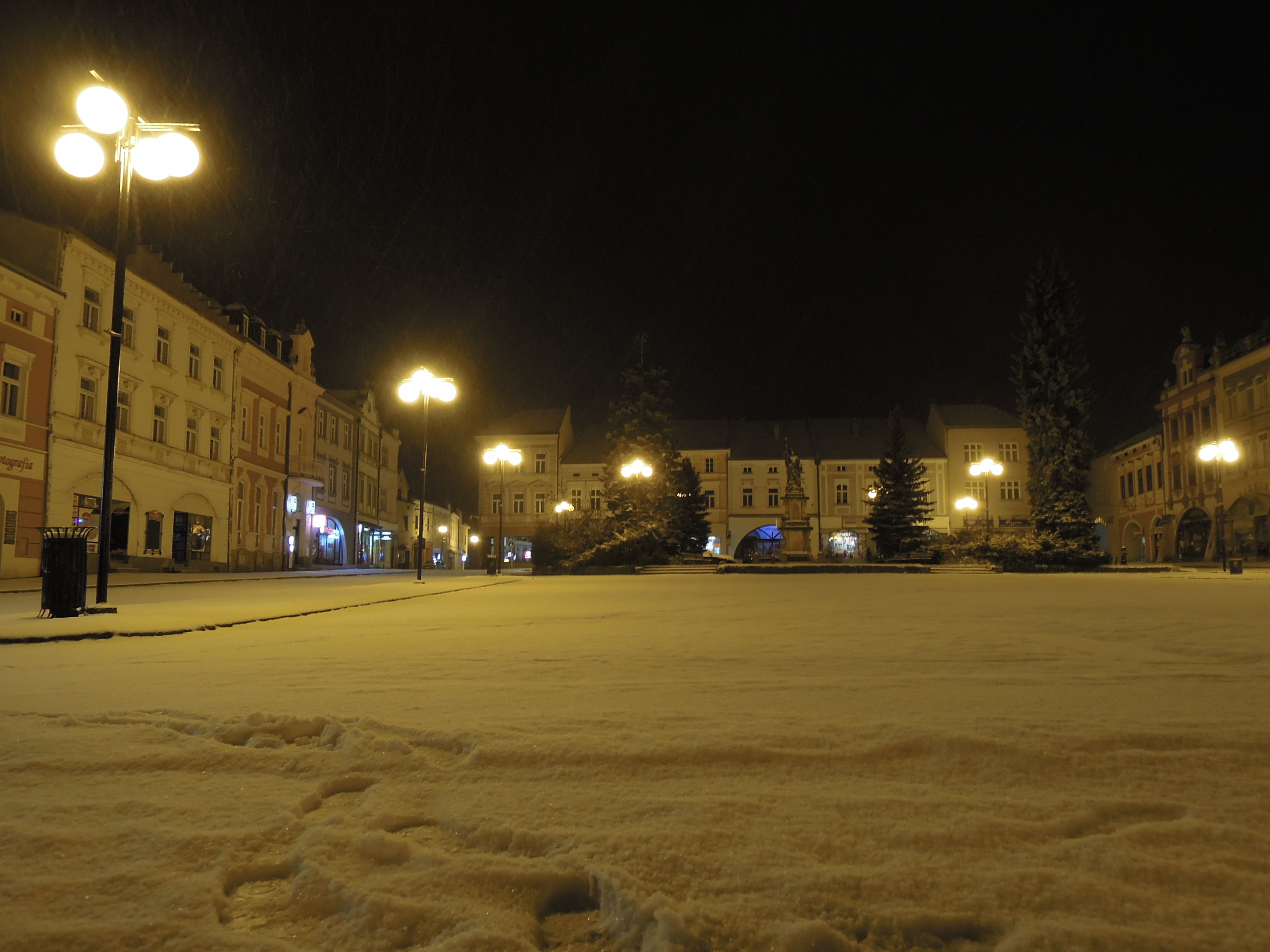
Náměstí v noci
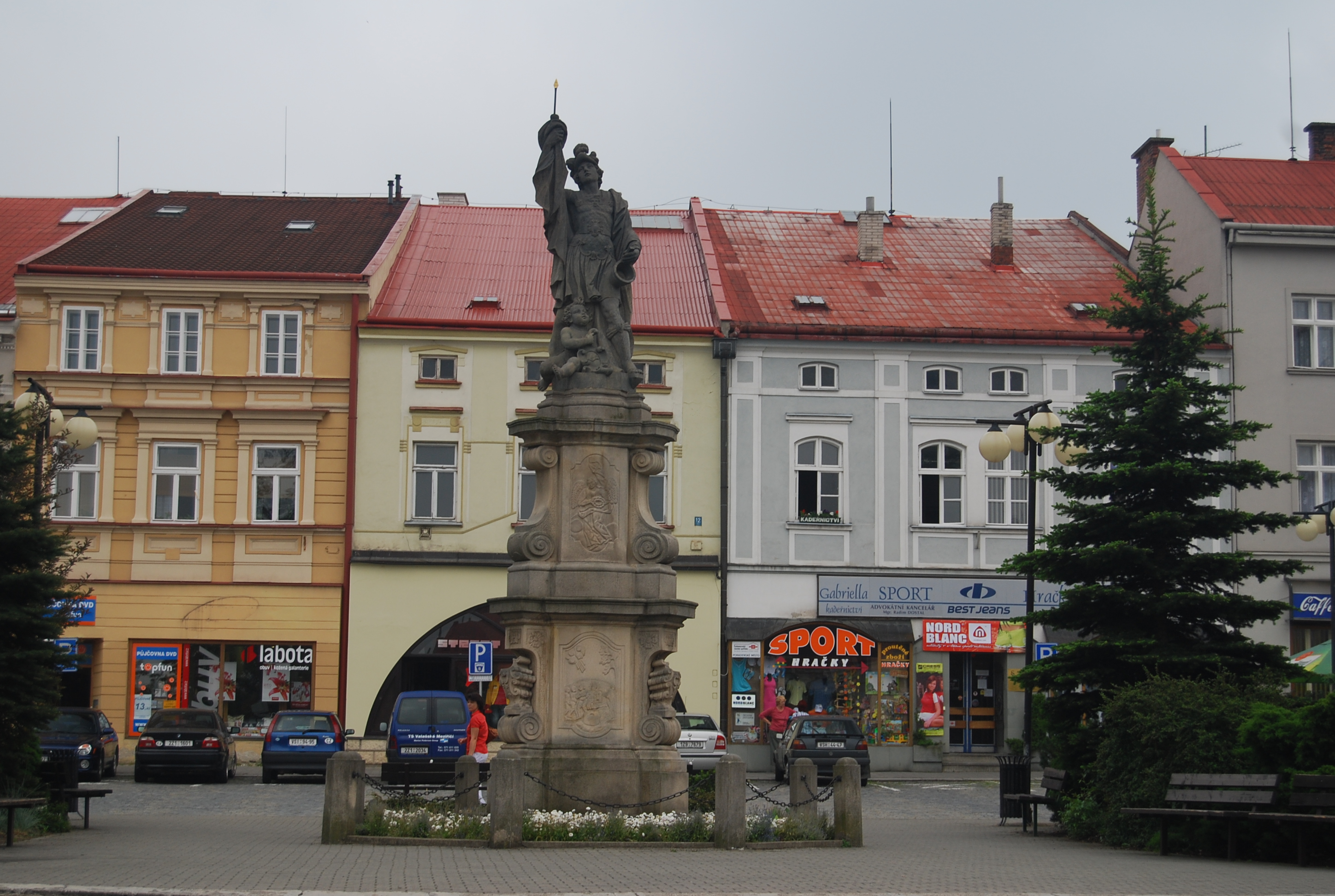
Socha svatého Floriána na náměstí
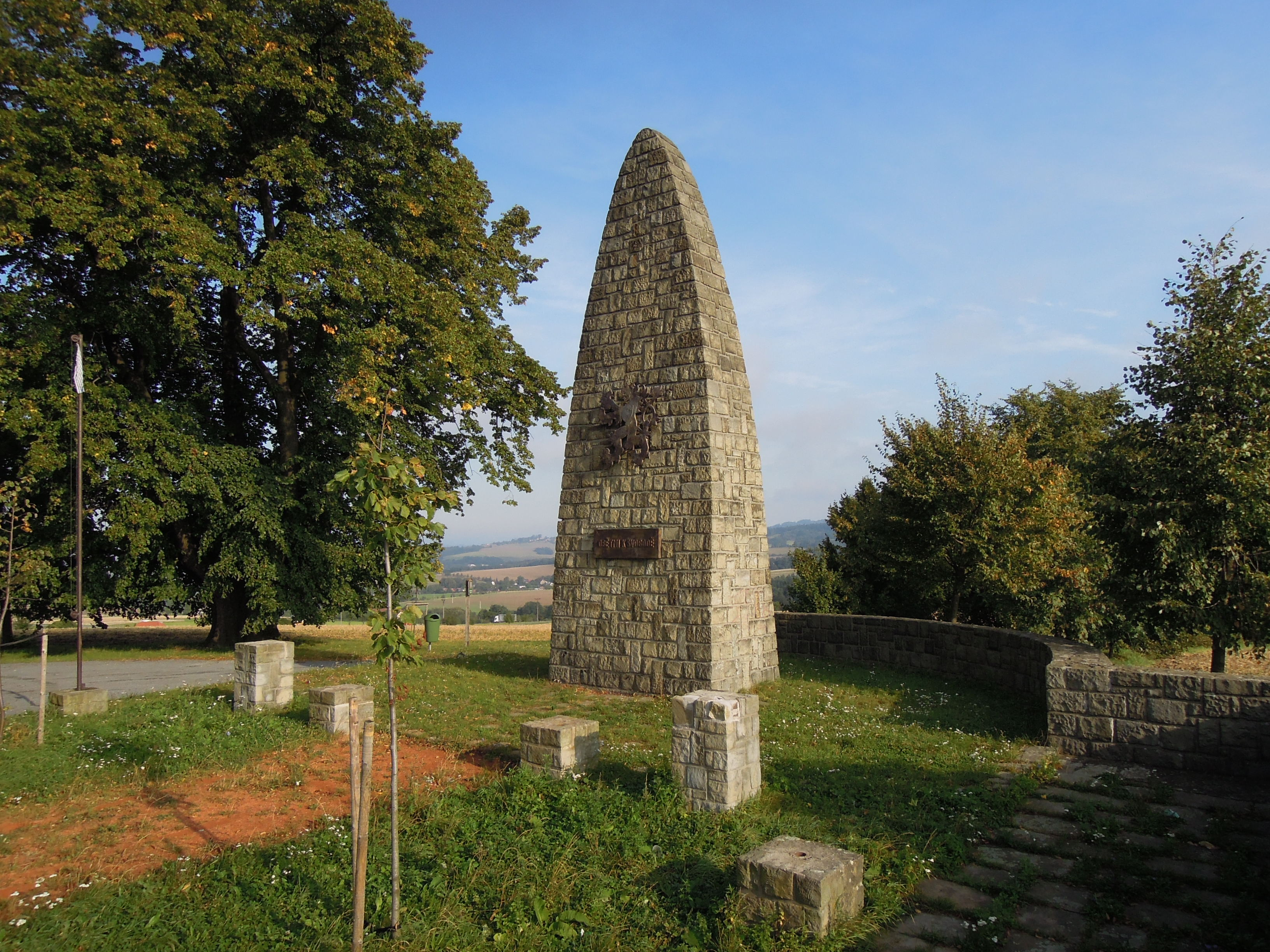
Památník na vrchu Helštýn věnovaný obětem druhé světové války
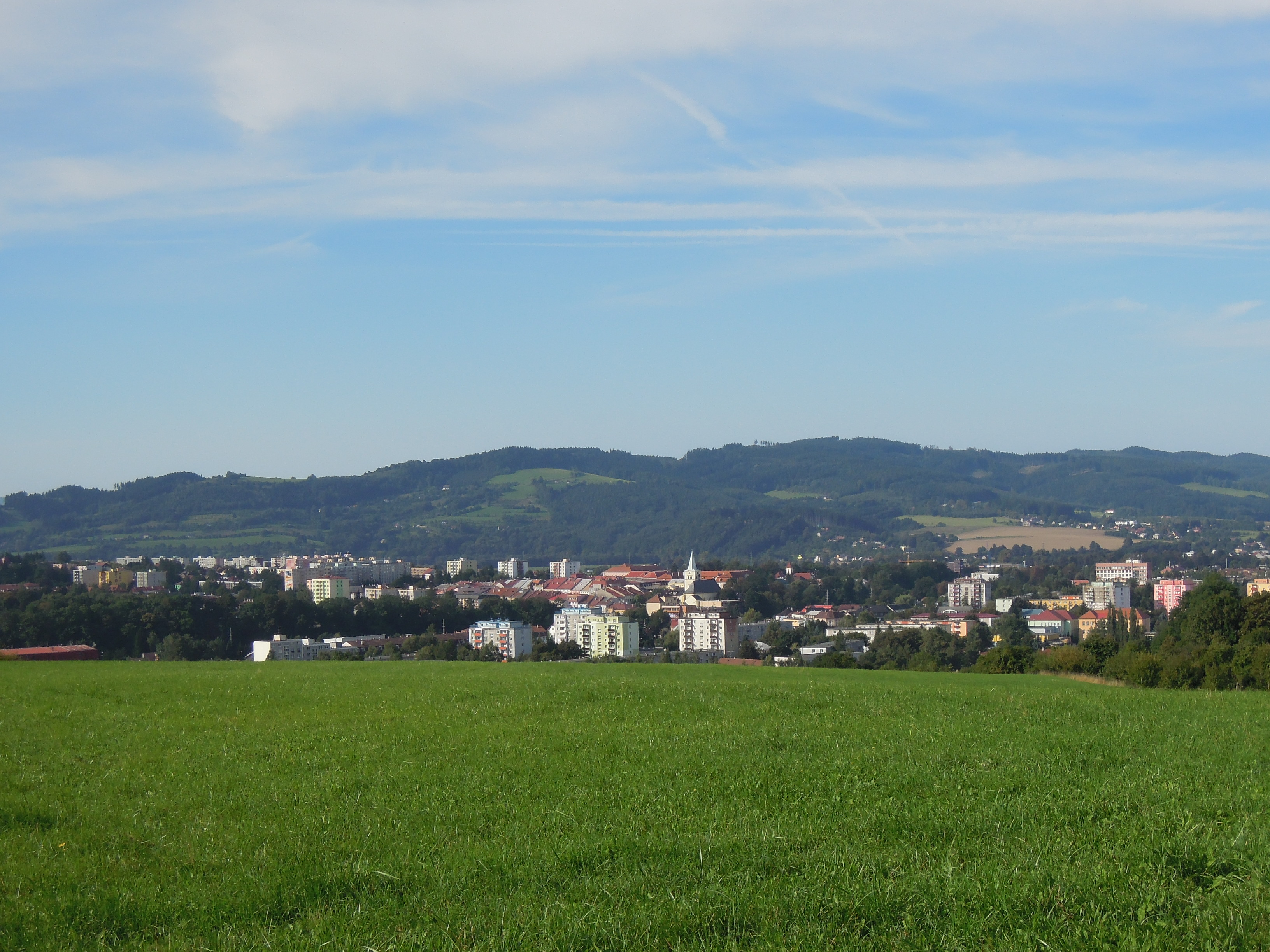
Pohled na město z vrchu Helštýn
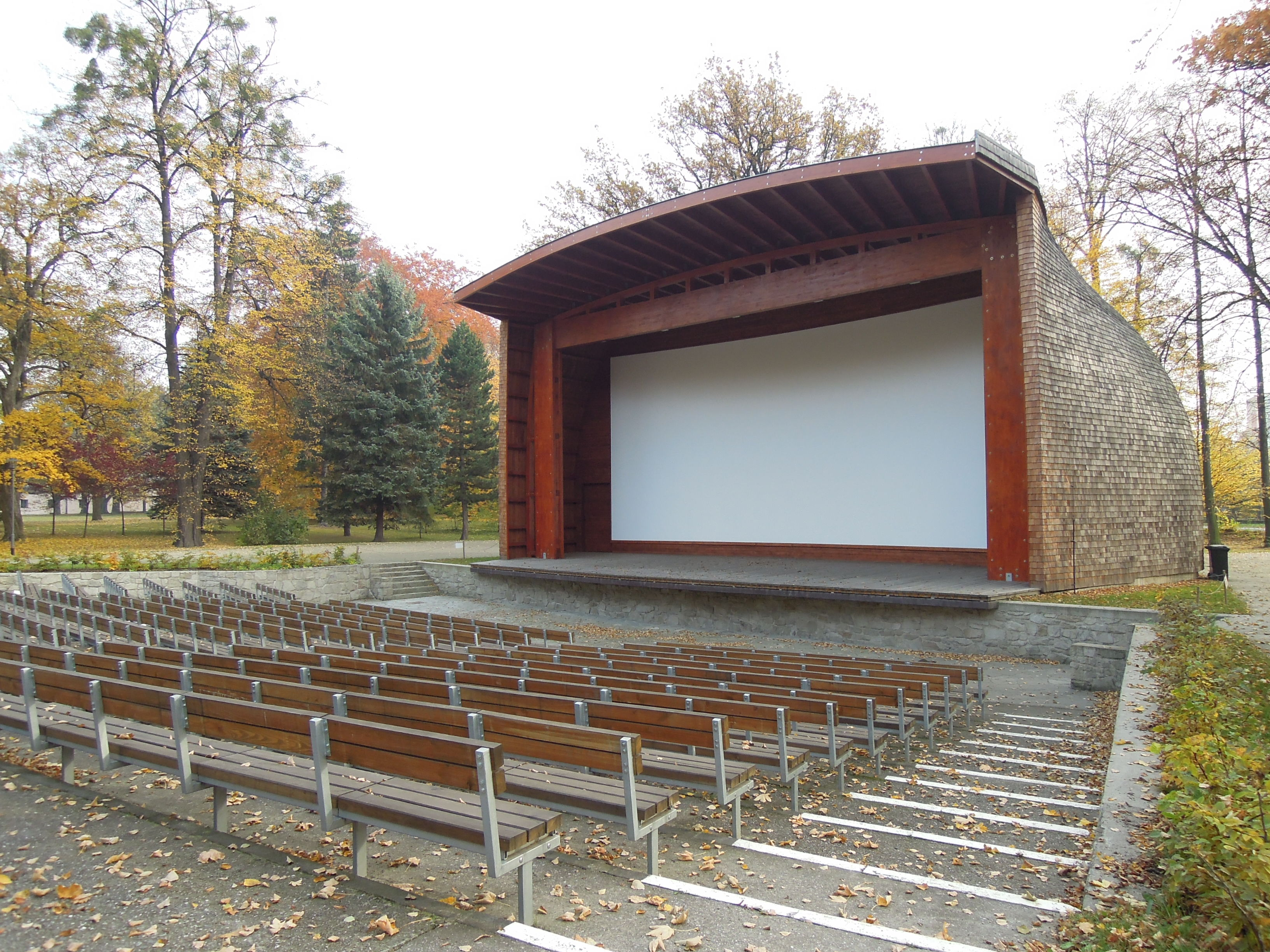
Rekonstruované letní kino v Zámeckém parku Kinských
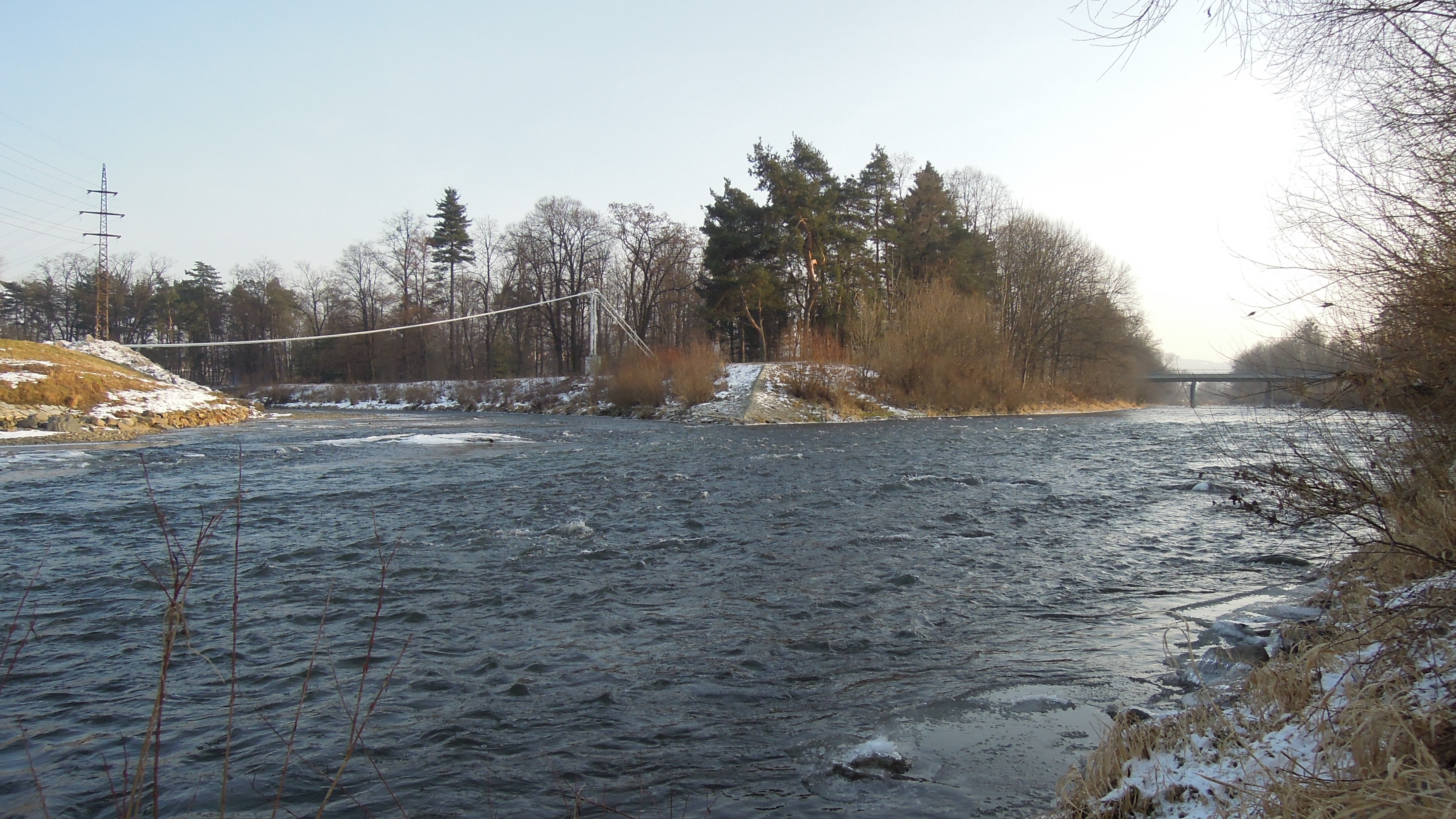
Soutok Rožnovské a Vsetínské Bečvy (vpravo), tzv. spoje
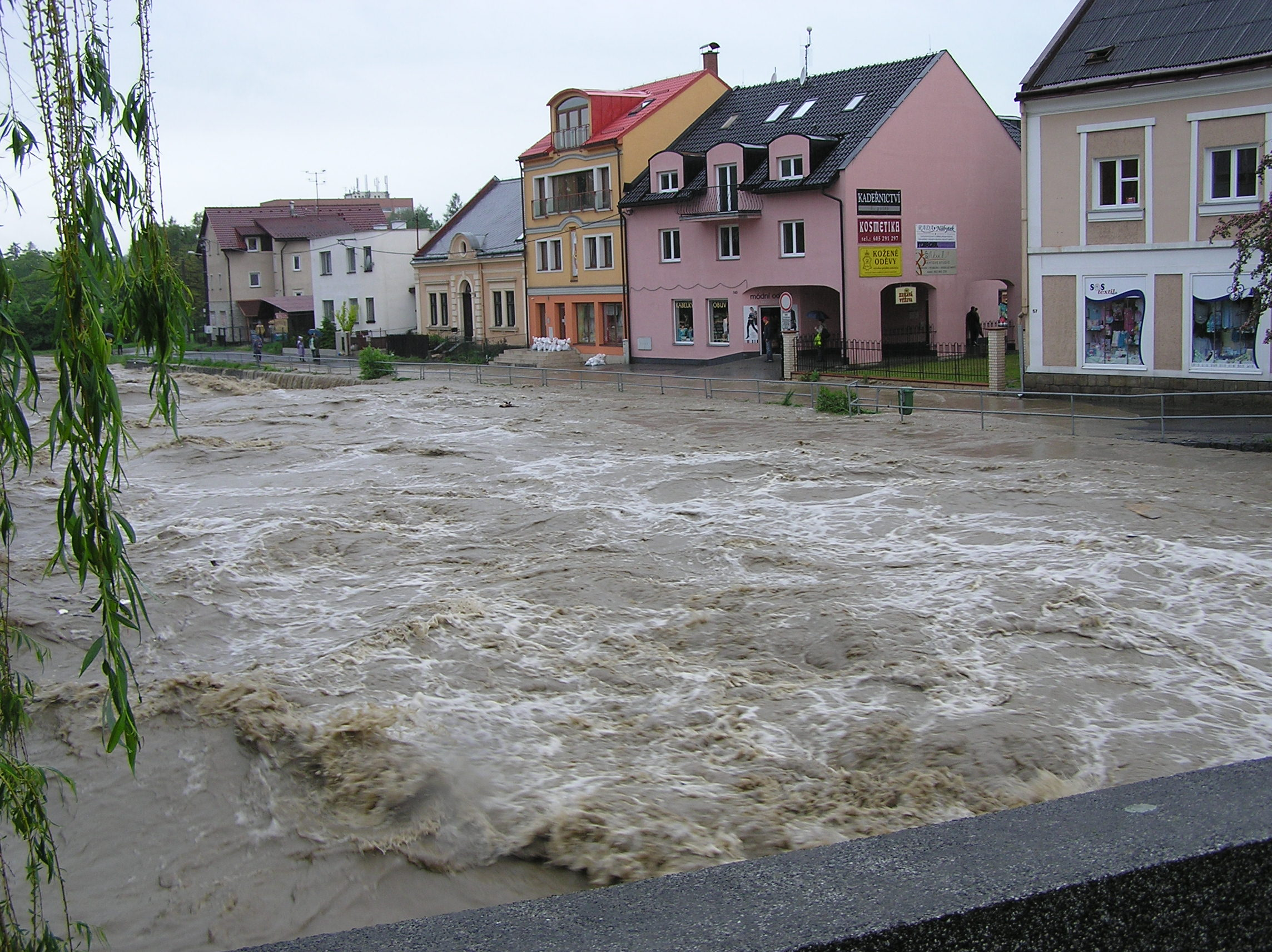
Rozvodněná Rožnovská Bečva v centru města během povodní v roce 2010
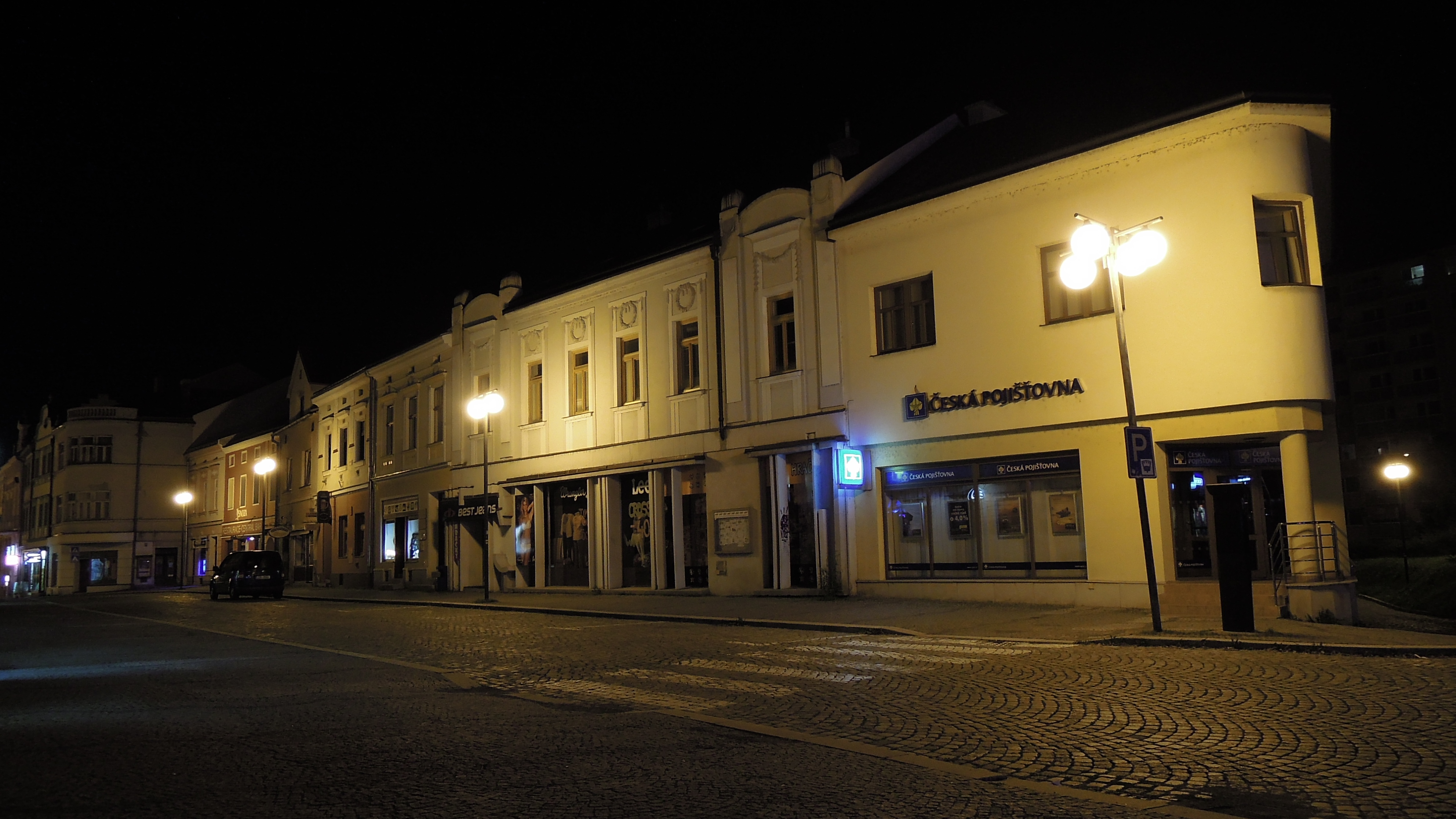
Noční pohled na ulici v centru města
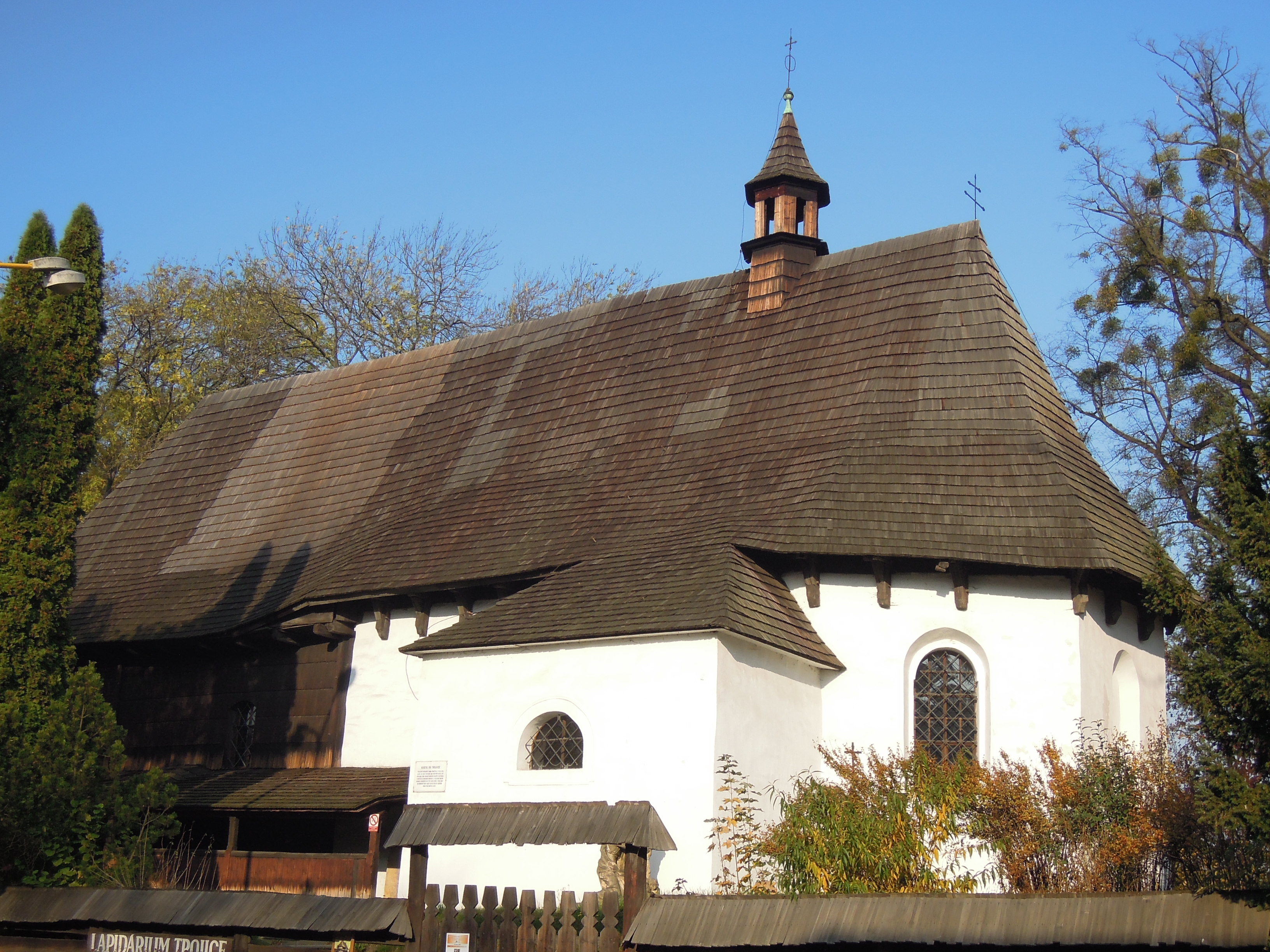
Kostel Nejsvětější Trojice